# Asediul Budei (1849)
Asediul Budei (în maghiară Buda ostroma) a reprezentat o operațiune militară majoră prin care Armata Revoluționară Maghiară condusă de generalul Artúr Görgei a asediat castelul Buda, ultimul bastion al trupelor imperiale austriece din cele două capitale ale Regatului Ungariei, în cursul Războiului de Eliberare al Ungariei. El a făcut parte din Campania de Primăvară, s-a desfășurat între 4 și 21 mai 1849 și s-a încheiat cu capturarea castelului Buda de către militarii maghiari în urma asaltului final din 21 mai. Cetatea Buda a fost, de fapt, singura fortăreață care a fost capturată printr-un asalt al trupelor asediatoare ale oricărei părți combatante în cursul Războiului de Eliberare al Ungariei din 1848-1849, toate celelalte fortărețe fiind capturate în urma acordurilor de capitulare încheiate între asediatori și asediați.
Asediul Budei a fost, de asemenea, cel mai scurt asediu din cursul Războiului de Eliberare al Ungariei din 1848-1849, având o durată de numai 18 zile. După declanșarea asediului maghiar, generalul-maior Heinrich Hentzi, comandantul garnizoanei austriece din cetatea Buda, a ordonat bombardarea orașului Pesta, fiind distruse astfel mai multe clădiri importante de pe malul pestan al Dunării. Celelalte părți ale Budei și Pestei au suferit, de asemenea, pagube majore în urma duelurilor intense de artilerie. Prin capturarea castelului Buda s-a încheiat operațiunea de eliberare completă a celor două capitale ale Ungariei (Buda și Pesta). Astfel, în urma victoriei maghiare, Lajos Kossuth, guvernatorul-președinte al Ungariei, și guvernul revoluționar condus de Bertalan Szemere au revenit din capitala provizorie Debrețin în adevărata capitală a țării.
La 21 mai 1849, în aceeași zi în care a avut loc eliberarea Budei, împăratul Franz Joseph I al Austriei și țarul Nicolae I al Rusiei au semnat tratatul final prin care 200.000 de militari ruși (plus o puternică armată de rezervă formată din 80.000 de militari ruși) au pătruns în Ungaria cu scopul de a ajuta armata Imperiului Austriac să zdrobească Revoluția Maghiară.

## Înaintarea către Viena sau întoarcerea către Buda
După despresurarea Komáromului de sub asediul imperial și retragerea oștilor habsburgice către granița dintre Austria și Ungaria, armata maghiară a avut două variante pentru a-și continua înaintarea. Putea să se îndrepte către Pozsony și Viena, cu scopul de a forța inamicul să dea o luptă finală pe propriul teren, sau să se întoarcă spre est și să ocupe Castelul Buda, unde se afla o puternică garnizoană imperială de 5.000 de oameni, sub comanda generalului Heinrich Hentzi.
Prima variantă a fost susținută în principal de șeful Marelui Stat Major, locotenent-colonelul József Bayer, și inițial de generalul comandant Artúr Görgei, în timp ce a doua variantă a fost susținută în principal de generalul György Klapka, comandantul Corpului I. Susținerea inițială a primei varianta de către Görgei se datora faptului că, în condițiile iminenței intervenției ruse, comandantul suprem maghiar credea că armata sa va avea mai multe șanse de succes dacă va distruge armata imperială austriacă înainte de sosirea trupelor țariste.

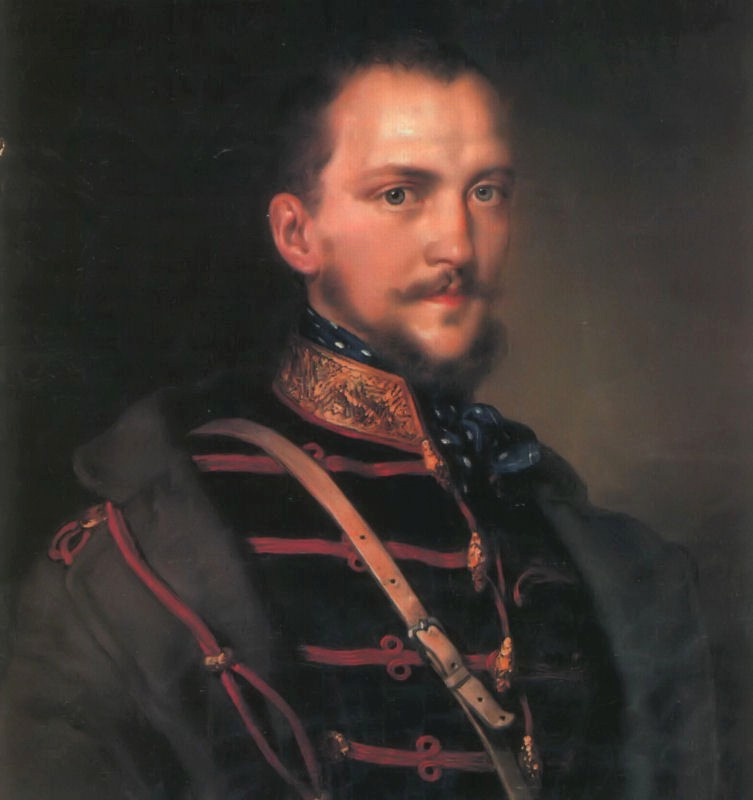
Artúr Görgei

Cu toate acestea, Görgei a fost convins rapid de susținătorii celei de-a doua variante, care doreau eliberarea mai întâi a castelului Buda. Astfel, generalul comandant s-a răzgândit și a sprijinit a doua variantă. Motivul a fost că, deși prima opțiune părea foarte atractivă, armatei maghiare îi era aproape imposibil să obțină un succes împotriva armatelor imperiale pe teritoriul Austriei. În timp ce armata maghiară adunată în fața orașului Komárom avea mai puțin de 27.000 de ostași, armata imperială care o aștepta în apropierea orașelor Pozsony și Viena avea un efectiv de 75.633 de militari, din care 54.443 de ostași formau trupele disponibile, și dispunea de 237 de tunuri, așa că era de două ori mai mare decât oștile lui Görgei. În plus, armata maghiară ducea lipsă de muniție. Pe de altă parte, capturarea castelului Buda părea un obiectiv mai ușor de atins în acel moment, Klapka argumentând că acesta nu era capabil să reziste unui asediu și că putea fi ocupat rapid în urma unui atac surpriză, și în plus castelul era foarte important din mai multe puncte de vedere.

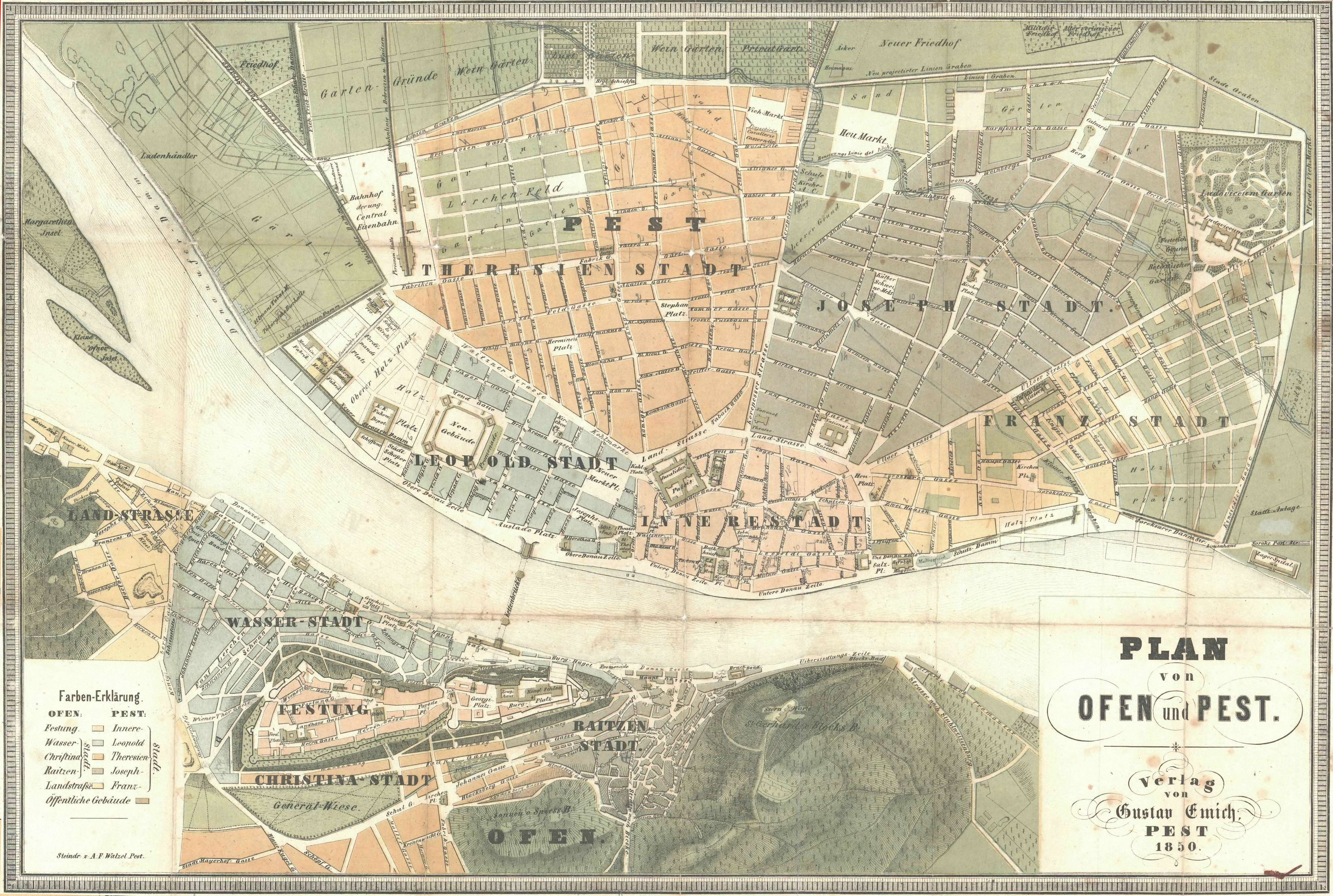
Capitalele maghiare Pesta și Buda în anul 1850

Asediul Budei putea fi realizat cu forțele maghiare disponibile. O puternică garnizoană imperială în mijlocul țării ar fi reprezentat un mare pericol dacă principala armată maghiară ar fi vrut să se îndrepte spre Viena, pentru că atacurile din castel ar fi tăiat rețelele de aprovizionare maghiare, deci era necesară o blocadă cu forțe importante pentru a-i împiedica pe militarii austrieci să iasă din castel. De asemenea, faptul că singurul pod permanent de pe partea ungară a Dunării (poduri de pontoane temporare existau în mai multe locuri), Podul cu Lanțuri, era sub controlul garnizoanei imperiale din Castelul Buda, ceea ce făcea imposibil transportul naval de provizii pentru armatele maghiare care luptau în partea de vest a țării, îi oferea o importanță strategică reală, accentuând importanța ocupării castelului cât mai curând posibil. În plus, prezența corpului lui Josip Jelačić în sudul Ungariei i-a făcut pe comandanții maghiari să creadă că banul croat ar putea avansa către Buda în orice moment pentru a o despresura, tăind Ungaria în două părți. Astfel, statul major maghiar a înțeles că fără capturarea castelului Buda armata principală nu putea efectua o campanie către Viena, fără a pune țara într-un mare pericol, și că în acel moment era imposibil să se obțină victoria împotriva oștilor imperiale superioare numeric și tehnologic, care se aflau adunate la granița de vest a Ungariei. Acest lucru arată că argumentele acelor istorici care au scris că Görgei a greșit necontinuând deplasarea către Viena, deoarece avea o șansă mare să ocupe capitala austriacă și să câștige războiul, înainte de intervenția rusă, sunt greșite și că în acel moment (înainte de sosirea întăririlor maghiare din sudul țării) singurul loc în care se putea obține victoria era Castelul Buda.
În afara argumentelor militare, au cântărit și argumentele politice în favoarea asediului Budei. Parlamentul maghiar, după emiterea declarației de independență a Ungariei, a vrut să convingă statele străine să recunoască independența Ungariei și a știut că are mai multe șanse de a realiza acest obiectiv după eliberarea totală a celor două capitale ale țării. Orașul capitală Buda includea, de asemenea, și castelul Buda. În consecință, consiliul de război ținut pe 29 aprilie 1849 a decis ca Armata Revoluționară Maghiară să asedieze și să captureze Castelul Buda și apoi, după sosirea de întăriri din sudul Ungariei, să pornească spre Viena cu scopul de a forța conducerea imperiului să ceară pace și să recunoască independența Ungariei.

## Castelul înainte de asediu

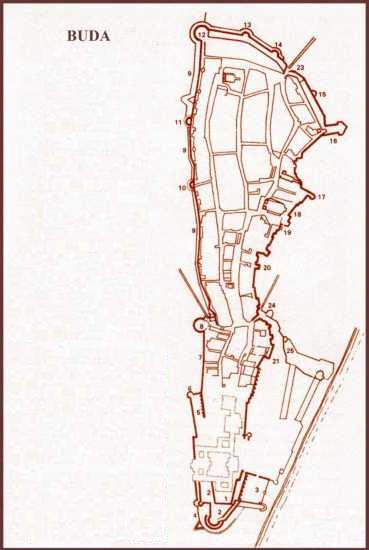
Planul castelului Buda

În urma încetării ocupației turcești a Budei, la 2 septembrie 1686, după un asediu sângeros realizat de forțele austriece, castelul a devenit proprietatea regelui Ungariei (care era, în același timp, împărat al Sfântului Imperiu Roman până în 1804, apoi împărat al Austriei), fiind apărat de militari străini (care nu aveau naționalitatea maghiară) conduși de un ofițer străin. După victoria Revoluției Maghiare și formarea guvernului Batthyány, castelul a continuat să fie apărat de militari străini, care au trebuit să recunoască autoritatea guvernului Ungariei. Nedorind să recunoască autoritatea maghiară, comandantul garnizoanei, generalul locotenent Karl Kress, a demisionat la 11 mai 1848 și a părăsit Buda. O lună mai târziu, pe 11 iunie 1848, militarii italieni din Regimentul 23 Infanterie, una dintre unitățile militare străine staționate în castel care erau împotriva Revoluției Maghiare, a purtat lupte sângeroase cu soldații maghiari proaspăt recrutați, iar în urma acestui conflict Ministerul de Război al Ungariei a dispus alungarea din țară a regimentului italian.

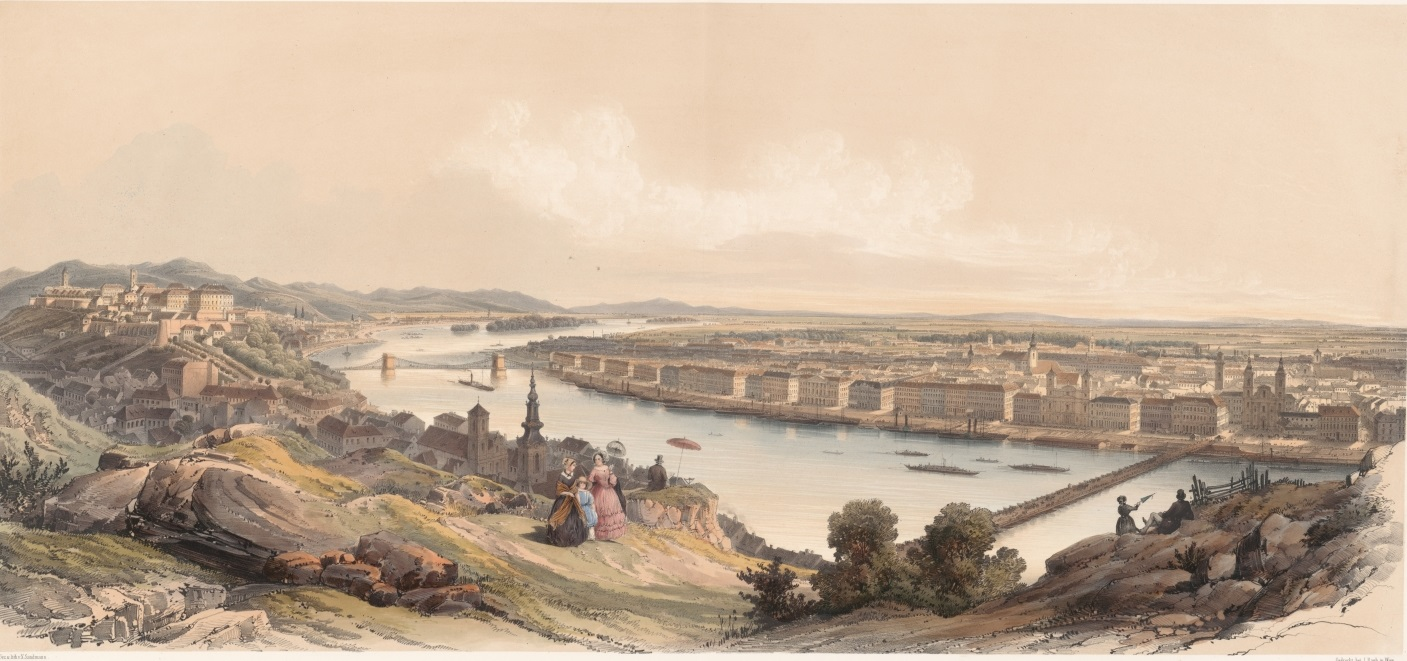
Franz Joseph Sandman: Buda și Pesta în anii 1840

După începerea la mijlocul lunii decembrie 1848 a campaniei din Ungaria a armatelor imperiale conduse de feldmareșalul Alfred I, Prinț de Windisch-Grätz, a retragerii armatelor maghiare și a înfrângerii maghiare în Bătălia de la Mór, trupele habsburgice au intrat pe 5 ianuarie 1849 în capitalele maghiare Buda și Pesta. Parlamentul liber al Ungariei și Comitetul Național de Apărare (guvernul interimar al Ungariei) s-au refugiat în orașul Debrețin (care a devenit capitală interimară a țării), în timp ce un grup mare de civili a părăsit cele două orașe în acea iarnă geroasă și s-a refugiat în localitățile de la est de Tisa. Primul lucru pe care l-a ordonat Windisch-Grätz după intrarea în Buda a fost ocuparea castelului Buda și a dealului Gellért. Windisch-Grätz l-a numit pe generalul locotenent Ladislas Wrbna în postul de comandant al districtului militar Buda, adică drept comandant militar al trupelor imperiale din cele două capitale. Dar, la sfârșitul lunii februarie, când se pregătea să atace armata maghiară, Windisch-Grätz l-a luat cu el în campanie pe Wrbna, lăsându-l pe generalul maior Heinrich Hentzi, comandantul garnizoanei imperiale din Castelul Buda, pe post de comandant militar al trupelor austriece din Buda și Pesta.

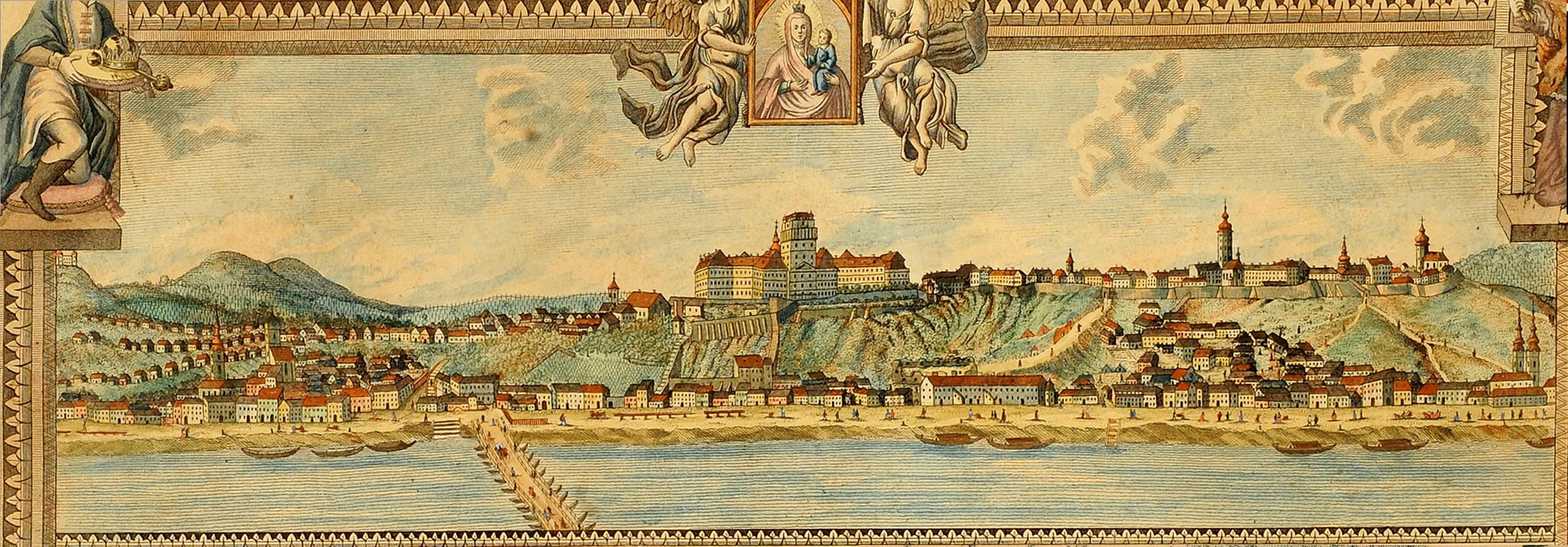
Ilustrație a castelului Buda pe scrisoarea unei bresle din 1816

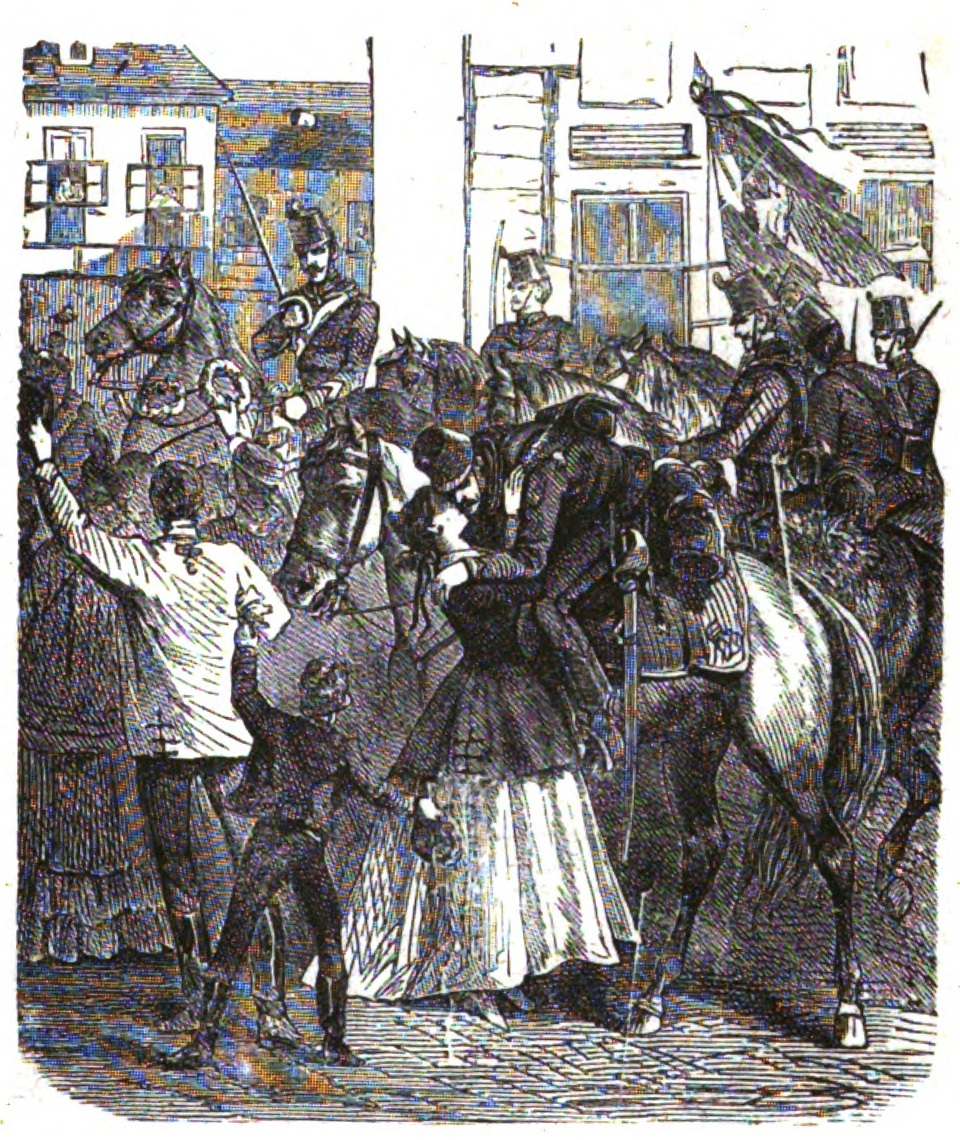
Locuitorii Pestei primindu-i pe primii husari maghiari care au intrat în oraș pe 24 aprilie 1849

În aprilie 1849 corpul principal al trupelor imperiale conduse de feldmareșalul Windisch-Grätz a suferit mai multe înfrângeri și s-a retras către granița de vest a Ungariei. Victoria maghiară de la Nagysalló din 19 aprilie a avut urmări decisive pentru trupele imperiale de ocupație staționate în Ungaria. Ea a deschis calea către Komárom, care a fost despresurat câteva zile mai târziu. În același timp a adus armata imperială în imposibilitatea de a-și desfășura trupele pe un front foarte larg pe care această victorie maghiară l-a creat, așa că în loc să-și adune trupele în jurul orașelor Pesta și Buda, așa cum fusese planificat, feldzeugmeisterul Ludwig von Welden, noul comandant suprem al trupelor imperiale din Ungaria, a trebuit să ordone retragerea din Pesta, care era în pericol să fie ocupată de trupele maghiare. Atunci când a aflat de înfrângere în dimineața zilei de 20 aprilie, el i-a informat pe generalul locotenent Balthasar Simunich, comandantul trupelor imperiale asediate de la Komárom, și pe prințul Felix Schwarzenberg, ministrul președinte al Imperiului Austriac, că pentru a apăra orașele Viena și Pozsony de un atac maghiar este nevoit să retragă trupele imperiale din Pesta și chiar din Komárom. El a scris, de asemenea, că moralul trupelor imperiale este foarte scăzut și că din această cauză nu pot purta o altă bătălie în perioada imediat următoare, fără a suferi o altă înfrângere. Astfel a ordonat a doua zi evacuarea Pestei, lăsând totuși o importantă garnizoană în cetatea Buda pentru a o apăra împotriva atacurilor maghiare. El i-a ordonat lui Jelačić să mai rămână pentru o vreme în Pesta și apoi să se retragă către orașul Eszék din Bácska unde insurgenții sârbi, aliați cu austriecii, se aflau într-o situație gravă, după victoriile obținute de armatele maghiare conduse de Mór Perczel și Józef Bem.
Pe 24 aprilie ultimii soldați imperiali au părăsit Pesta și în aceeași dimineață, la ora 7, șapte husari din Corpul II al Armatei Revoluționare Maghiare au intrat în oraș, fiind primiți cu urale de o mulțime de cetățeni bucuroși, care așteptau de mult timp să fie eliberați. În ziua următoare Hentzi a convocat la Buda două întâlniri cu ofițerii săi și a hotărât să apere Castelul Buda până la ultima lui suflare.

## Pregătirile pentru apărarea Budei
Castelul Buda, cunoscut și sub denumirea Orașul de Sus al Budei (budai felsőváros), se află pe un deal situat la 167 de metri deasupra nivelului mării și la 70 de metri deasupra Dunării, care curge la poalele lui. Dealul Castelului (Várhegy) are forma alungită neregulată a unui triunghi ascuțit cu vârful spre sud și baza spre nord. Lungimea dealului este de 660 de metri, porțiunea nordică, cea mai lată, pe care se află Palatul Regal este situată la altitudinea de 156 de metri, în timp ce marginea sudică a dealului (cu lățimea de 150 m) se află la altitudinea de 163 de metri. Dealul castelului este înconjurat de următoarele zone geografice: la est de fluviul Dunărea cu o lățime de 260 de metri, la sud de Dealul Gellért (235 m), la sud-vest de dealurile Naphegy (158 m) și Kis-Gellérthegy (Micul Gellért, 168 m), la vest de Dealul Kissváb (Kissvábhegy, 249 m), la nord-vest de dealurile Rókus (Rókushegy sau Rézmál, 249 m), Ferenc (Ferenchegy sau Vérhalom, 265 m) și Kálvária (Kálvária-hegy, 161 m)și la nord de dealurile József (Józsefhegy sau Sezmlőhegy, 232 m) și Rózsa (Rózsadomb, 195 m)..
Dinspre est, de-a lungul Dunării, nu există zone înalte în apropierea castelului. Înălțimea zidurilor înconjurătoare ale castelului nu era uniformă. Continuitatea pereților era întreruptă de vechi bastioane circulare, numite rondele, și de bastioane poligonale mai noi, care se aflau unul față de celălalt la o distanță ce permitea apărătorilor să tragă asupra inamicului, care ar fi atacat zidurile dintre ele. Faptul că sub ziduri nu existau șanțuri și că dealul conținea, cu excepția celor patru intrări în castel, doar case și grădini contribuia la ușurarea sarcinii asediatorilor.
Sistemul de apărare al castelului respecta standardele din secolul al XVI-lea și consta doar dintr-un „fort central”, deoarece modernizările realizate în perioadele următoare nu au avut aproape nici un efect asupra acestui castel fără ziduri exterioare. Elementul cel mai important al sistemului defensiv era zidul său de protecție care înconjura marginile Dealului Castelului. Acest zid a fost construit în diferite perioade și a fost reparat în moduri diferite în cei 163 de ani care au trecut între asediile din 1686 și 1849, având din această cauză grosimi diferite, fiind lipsit de metereze și de alte structuri de protecție și neputând face față asediului cu artileria modernă. Porțile erau mai mult vestigii ale trecutului decât porți reale ale castelului, fiind lipsite de tranșee sau poduri mobile. Comparându-l cu alte castele maghiare precum Arad, Temesvár, Komárom, Gyulafehérvár, Pétervárad sau Eszék, se poate spune că castelul Buda avea un sistem defensiv care se afla cu mai multe secole în urma sistemului defensiv al castelelor menționate, și din această cauză intenția de a apăra castelul a părut surprinzătoare pentru multă lume. Dar comandamentul imperial a înțeles importanța apărării castelului Buda cât mai mult timp posibil, atât din motive politice și simbolice, precum și pentru că deținea acolo un echipament militar imens, pe care nu a vrut să-l cedeze atât de ușor.

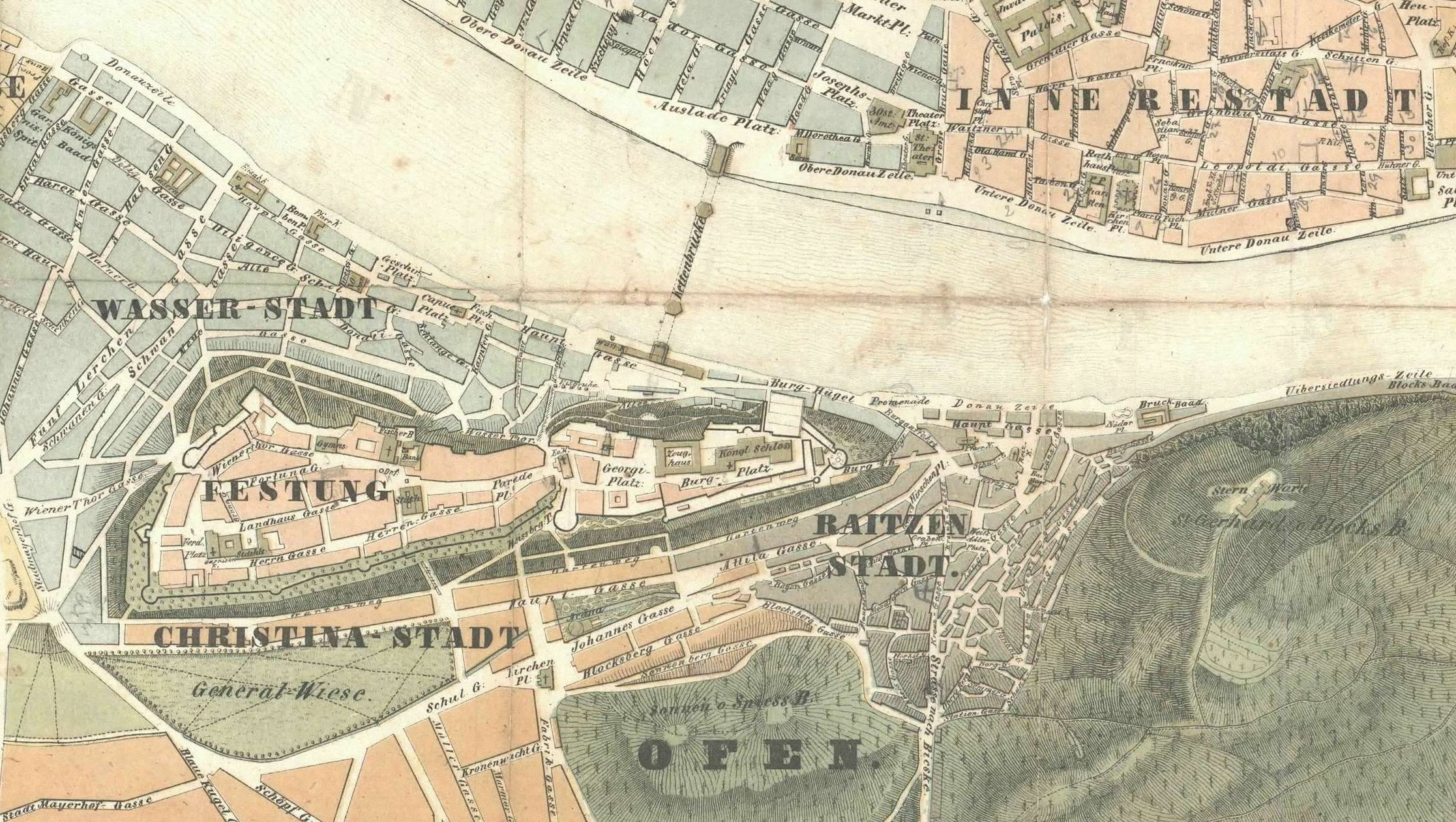
Castelul Buda în 1850

Consolidarea castelului Buda în perioada postrevoluționară a Ungariei a început după ce trupele croate conduse de feldmareșalul locotenent Josip Jelačić au pătruns în Ungaria cu scopul de a răsturna guvernul național maghiar condus de Lajos Batthyány și au înaintat către cele două capitale ale Ungariei. Dar primele planuri de consolidare au fost realizate după ce Jelačić a fost învins în Bătălia de la Pákozd din 29 septembrie 1848 și s-a retras din Ungaria. Deși inamicul s-a retras, teama față de el i-a făcut pe unguri să se gândească la consolidarea Budei și Pestei. Ei au tăiat spații pentru amplasarea armamentului greu în stâncile de pe Dealul Gellért. La începutul lunii octombrie 1848 locotenentul de artilerie József Mack a publicat în ziarul Kossuth Hírlapja (Gazeta lui Kossuth) un plan detaliat pentru apărarea capitalelor. În această lucrare Mack a susținut că fortăreața poate fi apărată, iar orice inamic poate fi ținut ușor la distanță cu 50 de tunuri amplasate în castel. El a scris că artileria inamică ar putea fi periculoasă pentru castel doar dacă ar fi amplasată pe Dealul Gellért, dar că, cu numai 6 tunuri de 24 de livre, el poate împiedica pe oricine să-și instaleze bateriile pe acel deal. Tunurile puteau împiedica, de asemenea, bateriile de artilerie ale inamicului să distrugă orașul. În ceea ce privește forțele necesare pentru a apăra castelul Mack scria că 2.500 de infanteriști și 300 de artileriști sunt suficienți. În toamna anului 1848 patrioții maghiari înarmați au format o unitate de artilerie și au primit o baterie de tunuri de 6 livre. În luna decembrie au ajuns aici 9 tunuri și 2 obuziere, care, conform unei inscripții care era pe unul dintre ele, fuseseră confecționate în 1559. Unele dintre aceste tunuri au fost folosite, de fapt, la apărarea castelului în mai 1849.

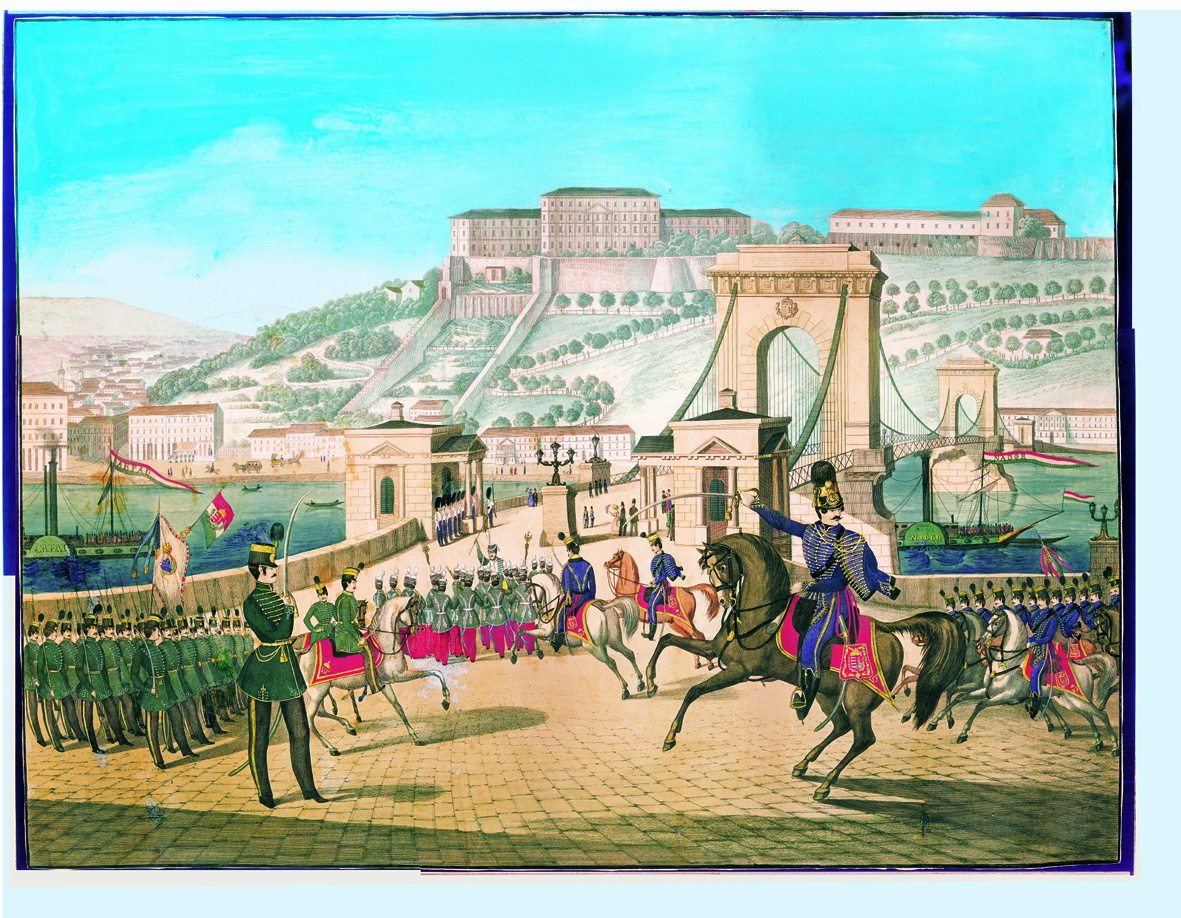
Podul cu Lanțuri în 1847 cu castelul Buda în fundal, pictură de Sámuel Lehnhardt

Odată cu începerea Campaniei de Primăvară a Armatei Revoluționare Maghiare și mai ales după victoria maghiară în Bătălia de la Isaszeg, comandanții imperiali austrieci au început să fie tot mai preocupați de apărarea celor două capitale și a Castelului Buda. Hentzi a elaborat un plan de apărare al capitalelor și, după ce a fost criticat ulterior pentru că nu a inclus și Castelul Buda, a făcut repede un alt plan. Dar și acest plan a fost criticat de colonelul Trattnern, comandantul direcției geniu din Marele Stat Major, iar criticile formulate s-au dovedit corecte mai târziu. Hentzi a susținut că tunurile de pe rondelele (bastioane circulare) 1-4 nu aveau nevoie să fie protejate de tranșee, că porțile erau bine protejate de artilerie, care putea împiedica cu ușurință poziționarea artileriei inamice în fața lor, că zidul circular al castelului era atât de puternic că nici tunurile de 12 livre nu-l puteau deteriora, astfel încât nu era nevoie să fie construite ziduri de protecție din pământ în jurul lui, că un atac al inamicului pe Podul cu Lanțuri putea fi oprit cu ușurință prin focuri de armă, că nu era nevoie de adăposturi antiartilerie, pentru că ungurii nu aveau mortiere, că dealul Svábhegy era prea departe de castel pentru ca artileria amplasată pe el să devină periculoasă, spre deosebire de partea dinspre Palatul Regal, care era apropiată de Dealul Gellért.
La mijlocul lunii aprilie au apărut unele semne care arătau că trupele imperiale se vor retrage din Pesta, precum returnarea către locuitori a sacilor cu bumbac confiscați anterior de comandamentul austriac cu scopul de a construi o linie de apărare în jurul orașului. Pe de altă parte, Welden i-a trimis o scrisoare lui Hentzi în care-i ordona să apere linia Dunării sau cel puțin castelul Buda cât timp „starea dispozitivelor de apărare ale castelului [ziduri, bastioane] și aprovizionarea cu alimente o vor permite”. Înaltul comandant i-a atras atenția lui Hentzi să riposteze numai cu gloanțe împotriva atacurilor și salvelor de tun venite din direcția Pestei și să nu folosească tunurile, în scopul de a cruța clădirile splendide ale orașului, permițându-i să procedeze în mod contrar numai dacă populația Pestei s-ar comporta într-un mod inacceptabil față de trupele imperiale. Dar Hentzi nu va respecta acest ordin și va bombarda Pesta, distrugând clădirile în stil clasicist de pe malul Dunării, precum și alte clădiri din Pesta, în ciuda faptului că locuitorii orașului nu au făcut nimic pentru a-l provoca și a cererii personale a lui Görgei în această privință. Scrisoarea îl informa pe Hentzi că proviziile de alimente ale castelului erau suficiente pentru 6 săptămâni și că exista suficientă muniție pentru apărarea castelului. Tot acolo se prevedea aducerea în castel a tunurilor aflate în Buda și Pesta, întărirea apărării conductelor și a rezervoarelor care permiteau alimentarea castelului cu apă din Dunăre și înlăturarea palisadelor de pe malul stâng al Dunării deoarece ar fi putut oferi inamicului un avantaj.

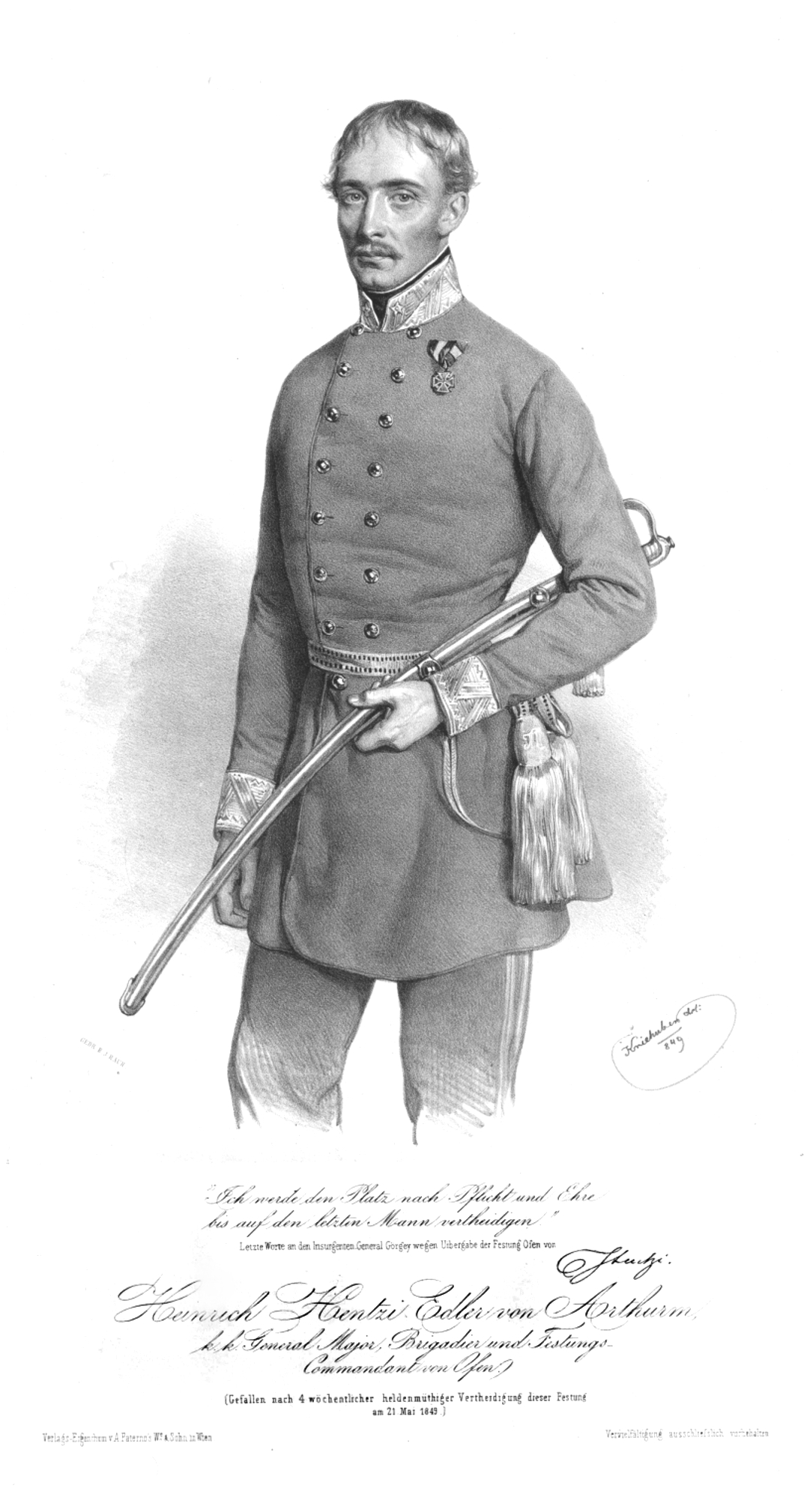
Heinrich Hentzi, comandantul garnizoanei imperiale din castelul Buda

Generalul-maior Heinrich Hentzi (1785-1849) era un ofițer experimentat, care avea cunoștințe solide de inginerie, așa că era potrivit pentru a conduce pregătirile tehnice și logistice pentru apărarea castelului. De fapt, el a început pregătirile în ianuarie 1849, după intrarea în Buda a trupelor imperiale conduse de feldmareșalul Windischgrätz și după numirea lui de către feldmareșal în postul de comandant militar al orașului și castelului Buda. Castelul era ruinat, iar Hentzi l-a reparat și consolidat pentru a putea face față atacurilor maghiare. În iarna anului 1849 el a coordonat construirea unor edificii care să protejeze capetele Podului cu Lanțuri, a palisadei de la capătul stâng al Podului cu lanțuri și a Újépület (Clădirea Nouă). După finalizarea acestor construcții lucrările au fost stopate, deoarece garnizoana imperială rămăsese fără bani.
Pe 24 aprilie, când trupele feldmareșalului-locotenent Josip Jelačić au părăsit Buda și Pesta și s-au îndreptat către sudul Ungariei, Hentzi a dispus incendierea podului de pontoane de peste Dunăre și i-a anunțat pe oamenii care locuiau în castel să adune provizii de hrană pentru două luni, iar celor care nu puteau face acest lucru le-a cerut să plece. În zilele următoarele, până pe 3 mai, Hentzi a adunat o cantitate suficientă de carne de vită și de alte produse alimentare pentru soldații săi, a produs o cantitate suficientă de muniție pentru unitățile de infanterie și artilerie și a întărit fortificațiile castelului. Sub comanda lui, căpitanii ingineri Pollini și Gorini au dirijat lucrările efectuate de 200 de soldați, de mulți țărani din satele de șvabi din jurul celor două capitale și de mulți muncitori maghiari din cele două capitale pentru consolidarea punctelor slabe ale fortificațiilor, plătindu-le un salariu. Ei au construit, de asemenea, parapeți și învelitoare pentru tunuri. Hentzi a ordonat, de asemenea, producerea de muniții.
Hentzi a ordonat ca rezervoarele de apă care alimentau castelul Buda cu apă din Dunăre să fie fortificate cu palisade dinspre nord și dinspre sud, pentru a putea fi apărate, și să fie construită o clădire solidă în actuala Piață Clark Ádám, unde militarii lui să se poată refugia în cazul unui atac puternic. El a numit un căpitan de cavalerie ușoară ca șef al pompierilor și, urmărind să prevină producerea de incendii în timpul asediului, a dat ordin ca toate materialele inflamabile să fie scoase din mansardele clădirilor. A dispus, de asemenea, ca un detașament de pionieri să fie permanent disponibil pentru a înlătura grenadele sau bombele care ar cădea pe acoperișurile clădirilor sau în spațiile interioare ale castelului, cu scopul de a preveni producerea unor pagube mai mari..
Fortificațiile nordice ale rezervoarelor de apă, aflate în jurul stației de pompare, permiteau observarea Podului cu Lanțuri, pentru a preveni un atac de acolo. De asemenea, el a dispus amplasarea a 4 lăzi cu 400 kg de pulbere pentru tunuri pe grinzile de fier care duceau la pilonii podului. Cele patru lăzi erau legate între ele prin tuburi de lemn unde se afla iască. Pentru ca explozia să fie mai puternică au fost puse pietre mari în lăzi. Fortificațiile sudice ale rezervoarelor de apă asigurau apărarea apeductului care alimenta cu apă Palatul Regal.
Hentzi și-a poziționat trupele în castelul Buda și în exteriorul acestuia (în jurul rezervoarelor de apă și la capătul dinspre Buda al Podului cu Lanțuri), în felul următor:
- batalionul 3 al regimentului 5 infanterie: linia de apărare care unea baricada de la Víziváros (Cetatea Apei), fortificațiile de la rezervoarele de apă și promenada Ellipszis.

- batalionul 3 al regimentului 12 infanterie (arhiducele Wilhelm): clădirea de pază de la capătul dinspre Buda al Podului cu Lanțuri, baricada de la Vízikapu (Poarta Apei), casele de la nr. 80–85 folosite pentru apărarea fortificațiilor de la rezervoarele de apă, Palatul Regal, scările care duceau la castel de la partea inferioară a baricadei și partea de jos a Grădinilor Palatului.

- batalionul 3 al regimentului 10 infanterie (banul Croației): Bécsi kapu (Poarta Vienei), bastioanele I, II, V și VII, bastionul circular I cu un post de pază unde se afla un aruncător de grenade și postul de pază de sub Palatul Regal, pe curtina cu vedere înspre Krisztinaváros.

- batalionul 1 al regimentului 23 infanterie (Ceccopieri): Poarta Palatului, în fața baricadei de la Vízikapu, la aruncătorul de grenade dintre bastioanele circulare I și II, precum și mici unități dispuse la baraca Nádor, la așa-numita casă rurală (országház), la depozitul militar, la primărie și la măcelărie.

- compania 1 a regimentului 1 dragoni (arhiducele Johann): un pluton staționate într-un șopron aflat mai jos de poarta Palatului, iar celălalt în casa Gróf Sándor.
Cele două batalioane de la fortificațiile rezervelor de apă, împreună cu un pluton de dragoni, erau folosite ca avangardă în afara Budei, către Óbuda și în viile de pe dealurile Budei.
Artileria de care dispunea generalul-maior Hentzi era formată din 85 de tunuri (57 de tunuri primite de la Feldzeugmeister-ul Ludwig von Welden și alte 28 de tunuri pe care le-a reparat și le-a modificat înaintea începerii asediului), care erau dispuse în anumite locuri strategice, după cum urmează:
- două tunuri de 6 livre, două tunuri de 12 livre, un obuzier de 10 livre și un tun de 18 livre pe rondela I

- trei tunuri de 12 livre pe rondela II

- un tun de 3 livre și două tunuri de 12 livre pe rondela III

- un tun de 3 livre și trei tunuri de 12 livre pe rondela IV

- un obuzier de 10 livre pe bastionul V

- un tun de 6 livre, un tun de 12 livre și un tun de 18 livre pe rondela VI
 
- un tun de 6 livre pe Poarta Vienei

- un tun de 18 livre, două tunuri de 24 de livre și trei mortiere de 10 livre pe bastionul VII

- două tunuri de 12 livre, un tun de 18 livre și două obuziere de 10 livre pe bastionul VIII

- patru mortiere de 60 de livre pe bastionul IX (Bastionul Pescarilor (Halászbástya))

- un tun de 3 livre pe Poarta Apei

- două tunuri de 12 livre și trei mortiere de 60 de livre pe bastionul X

- trei mortiere de 30 de livre și trei mortiere de 60 de livre pe fațada frontală a depozitului de efecte militare (Hadiszertár)

- două tunuri de 12 livre pe bastionul XI

- două tunuri de 24 de livre, două obuziere de 10 livre, două mortiere de 10 livre și patru mortiere de 60 de livre pe terasa superioară

- un obuzier de 10 livre pe terasa din mijloc

- trei tunuri de 12 livre și două tunuri de 18 livre pe terasa inferioară

- două tunuri de 3 livre la postul principal de pază

- trei tunuri de 6 livre și un obuzier de 7 livre la fortificația nordică a rezervoarelor de apă

- patru tunuri de 6 livre și un obuzier de 7 livre la fortificația sudică a rezervoarelor de apă

- doisprezece archebuze pe promenada Ellipsziz
În rezervă au rămas patru tunuri de 3 livre, un tun de 18 livre, trei tunuri de 12 livre și o baterie de artilerie de distrugere.

## Marșul către Buda al trupelor asediatoare maghiare și pregătirile lor pentru asediu
După despresurarea Komáromului pe 26 aprilie și hotărârea consiliului de război al comandanților maghiari din 29 aprilie de a asedia Buda, corpul I de armată, condus anterior de generalul János Damjanich, dar acum de generalul József Nagysándor, care i-a luat locul predecesorului său care-și rupsese piciorul și se afla în imposibilitatea de a servi cauza maghiară, a pornit de la Komárom spre Buda, respectând ordinul primit în aceeași zi de la Înaltul Comandament al armatei maghiare, care ordonase mai multor trupe maghiare staționate la Komárom să se deplaseze către Buda după un program stabilit. În zilele următoare corpul III a pornit în marș către Buda, în timp ce corpul VII s-a îndreptat spre vest, în direcția Győr, cu scopul de a observa mișcările armatelor imperiale de la granița de vest a Ungariei. Corpul II de armată al generalului Lajos Aulich, ale cărui trupe se aflau în principal pe malul estic al Dunării, a primit, de asemenea, ordinul să se deplaseze pe celălalt mal al Dunării, ca și divizia condusă de György Kmety, care era staționată la Esztergom, ambele unități urmând să participe la încercuirea castelului Buda.
Marile unități maghiare care au pornit către Buda nu au adus cu ele piese de artilerie grea de asediu, ci numai artileria folosită în luptele de pe câmp, care, din păcate, nu era eficientă în asedii. Se pare că, potrivit informațiilor, comandanții maghiari conduși de Görgei credeau că Hentzi nu terminase încă lucrările de consolidare ale castelului din Buda pentru a face față unui asediu și puteau ocupa ușor castelul printr-un atac surpriză, dacă trupele lor ajungeau repede acolo. Astfel corpul de armată maghiar s-a grăbit să ajungă la Buda, fără a mai fi încetinit de artileria grea. Această greșeală a lui Görgei a determinat prelungirea asediului cu mai multe zile, care ar fi putut fi folosite pentru pregătirea ofensivei de pe frontul de vest, deoarece Hentzi consolidase castelul între timp, ceea ce a făcut imposibilă ocuparea Budei fără o artilerie grea de asediu. Grosul trupelor maghiare a ajuns la Buda pe 4 mai la Buda și s-a așezat pe malul vestic al fluviului, în jurul castelului, cu scopul de începe încercuirea sa. Numai divizia Szekulits din cadrul corpului II de armată a rămas pe malul estic. Trupele maghiare s-au poziționat după cum urmează:
- divizia Kmety la nord-est de Buda pe malul Dunării din cartierul Víziváros al Budei

- în apropierea ei, la nord-vest de castel se afla corpul III condus de generalul Károly Knezić, pe porțiunea cuprinsă între dealul Kálvária și dealul Kissváb

- între dealul Kissváb și dealul Gellért a fost poziționat corpul I condus de generalul József Nagysándor

- secțiunea între dealul Gellért și Dunăre a fost ocupată de corpul II condusă de generalul Lajos Aulich
Ungurii au început să-și poziționeze artileria lor de câmp pe înălțimile din jurul castelului: pe dealul Gellért (o baterie de 7 tunuri de 6/12 livre), pe Naphegy (o jumătate de baterie de rachete incendiare, cu 4 standuri de rachete), pe dealul Kissváb (o baterie de 7 tunuri de 12 livre), pe dealul Kálvária (o baterie de 11 obuziere de 7 livre) și pe dealul Kis-Rókus (o baterie de 11 obuziere de 7 livre). Bateria cea mai apropiată de castel a fost instalată pe Naphegy, la 600-700 de metri de ziduri. Au fost instalate în total cinci baterii de artilerie pe dealurile de lângă castel (cu 25 de tunuri și 4 standuri de rachete incendiare).
Pe 4 mai Görgey a trimis un ofițer austriac prizonier de război ca mesager pentru a-i cere generalului Hentzi să se predea, propunându-i o captivitate onorabilă. El a susținut că fortăreața Buda nu este pregătită pentru a rezista unui asediu. Comandantul militar maghiar a promis, de asemenea, să nu atace castelul de pe partea dinspre Pesta, iar în cazul că Hentzi ar bombarda Pesta cu artileria atunci el nu va arăta milă și, după capturarea castelului, va ordona executarea tuturor prizonierilor. În plus, generalul Görgey a făcut apel la presupusele simpatii maghiare ale lui Hentzi (comandantul garnizoanei Buda se născuse la Debrețin) într-o încercare de a-l convinge să predea castelul forțelor revoluționare maghiare, dar Hentzi i-a răspuns că, deși se născuse într-adevăr în Ungaria, va continua să rămână loial Kaiserului. În același răspuns, generalul austriac a susținut că castelul poate fi apărat și i-a cerut lui Görgey să nu folosească artileria împotriva castelului, din nicio direcție, deoarece în caz contrar el va distruge orașul Pesta printr-un bombardament puternic.

## Asediul

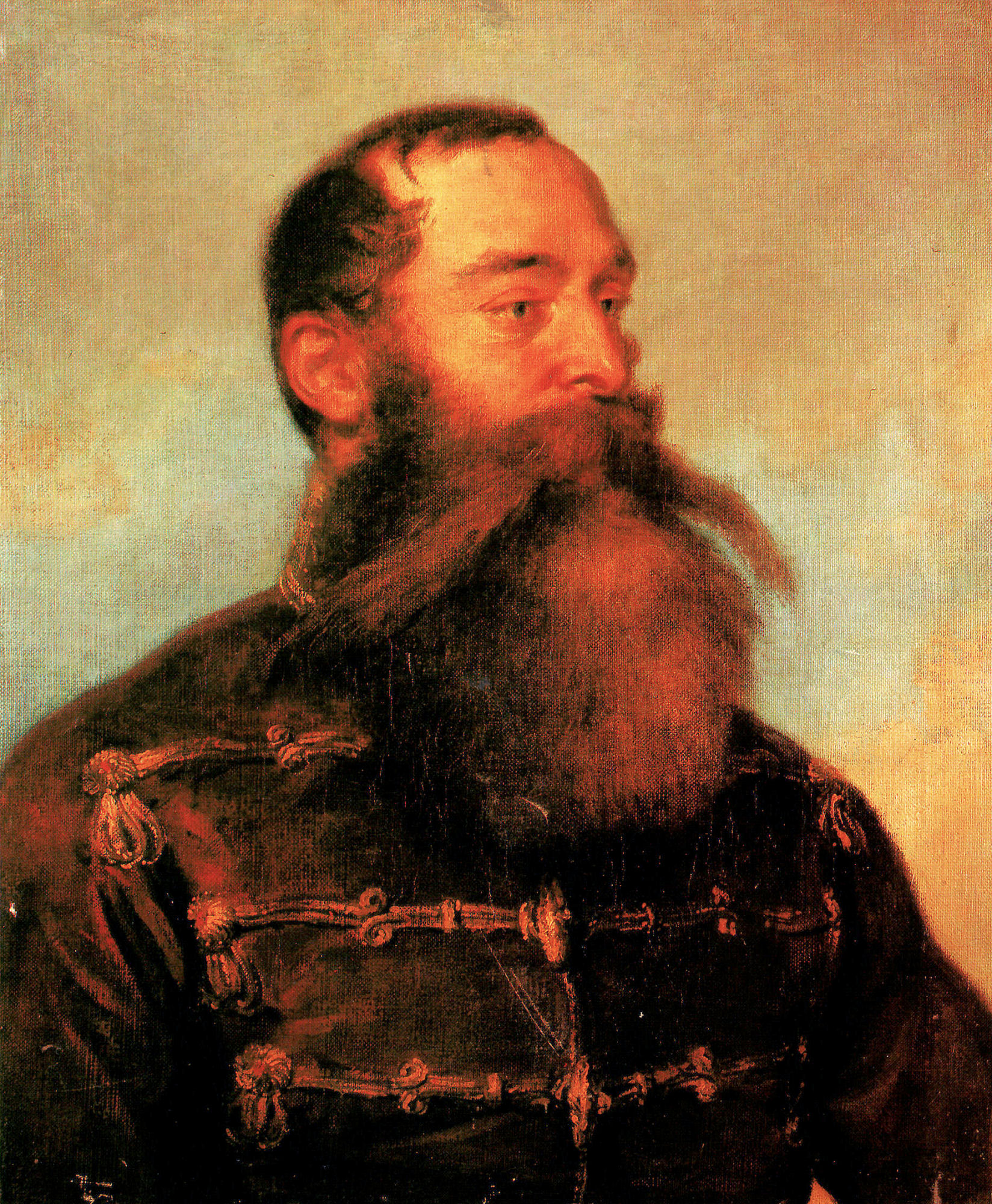
Colonelul György Kmety, pictură realizată de Károly Brocky

### Atacarea rezervoarelor de apă
După ce a primit răspunsul negativ al lui Hentzi, Görgei a ordonat artileriei să înceapă bombardarea castelului. Apărătorii au răspuns acestui bombardament cu un foc chiar mai puternic, forțând bateriile maghiare să-și schimbe poziția pentru a nu fi distruse. Acest duel a arătat că artileria de câmp maghiară era în acel moment prea slabă pentru a face față tunurilor imperiale. În plus, artileria maghiară nu avea destulă muniție. Pe 6 mai generalul József Nagysándor a scris în raportul său că muniția s-a terminat și că este nevoit să înceteze canonada împotriva castelului. El a scris, de asemenea, că, dacă nu va primi proiectilele și grenadele pe care le-a cerut, nu va putea ataca apeductul. În realitate, acest armament se afla deja în Pesta, fiind trimis anterior pe calea ferată de la Szolnok către Pesta, dar i se pierduse urma acolo și a găsit doar după o săptămână.

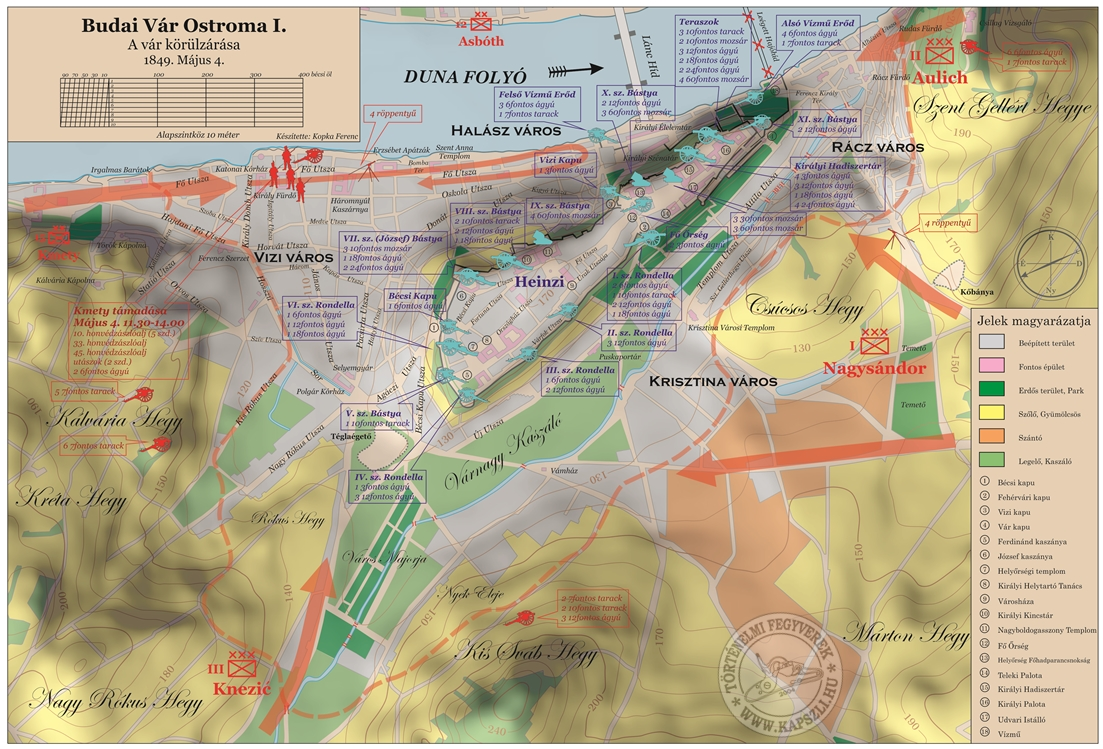
Luptele de la Buda din 4 mai 1849

Pe 4 mai Görgey l-a trimis pe colonelul György Kmety să atace rezervoarele de apă, care se aflau între Dealul Castelului și Dunăre și erau singurul loc în afara castelului încă ocupat de imperiali, pentru că lăsarea lui în stăpânirea ungurilor ar fi pus în pericol alimentarea cu apă a apărătorilor austrieci. Kmety primise ordinul de incendiere a rezervoarelor de apă, care se aflau apărate de ziduri cu metereze. Colonelul maghiar a condus în luptă două companii de militari experimentați, a 10-a și a 33-a, sprijinite de focul de artilerie a două tunuri de 6 livre. Când au ajuns în apropierea zidurilor de apărare, trupele lui Kmety au intrat pe de o parte sub focul artileriei grele al unităților austriece poziționate pe Bastionul Pescarilor și pe Bastionul Joseph și pe de altă parte sub focul apărătorilor rezervoarelor de apă aflați la intrarea în clădire. În ciuda acestor piedici, compania a 10-a a ajuns la metereze, dar apărătorii au dezlănțuit asupra lor un foc puternic, care i-a forțat pe militarii maghiari să se retragă. În plus, Kmety și mulți dintre militarii săi au fost răniți în cursul misiunii. În timpul retragerii, batalionul s-a dezorganizat, iar ostașii au căutat refugiu în casele din apropiere. Sprijinit de focul tras de tunurile de 6 livre împotriva rezervoarelor de apă, Kmety a repetat atacul cu compania a 33-a, dar iarăși fără succes. Pierderile maghiare au fost semnificative. Trupele atacatoare au pierdut aproximativ 100 de oameni, din care doar compania a 10-a a pierdut 1/3 din ostașii săi: 37 de vânători (jäger), 5 subofițeri și 3 ofițeri au murit sau au fost răniți. După aceste lupte Kmety a scris un raport către Görgey, susținând că rezervoarele de apă sunt imposibil de capturat pentru că tunurile imperiale din castel domină drumul de acces către ele, provoacă pierderi grele atacatorilor și împiedică succesul acțiunilor militare.
În timpul atacului împotriva rezervoarelor de apă Görgei a ordonat o canonadă împotriva castelului de pe dealurile din jur, dar focul artileriei imperiale din castel „a redus la tăcere” bateriile maghiare de pe dealurile Kis-Rókus și Naphegy.

### Așteptarea sosirii artileriei de asediu

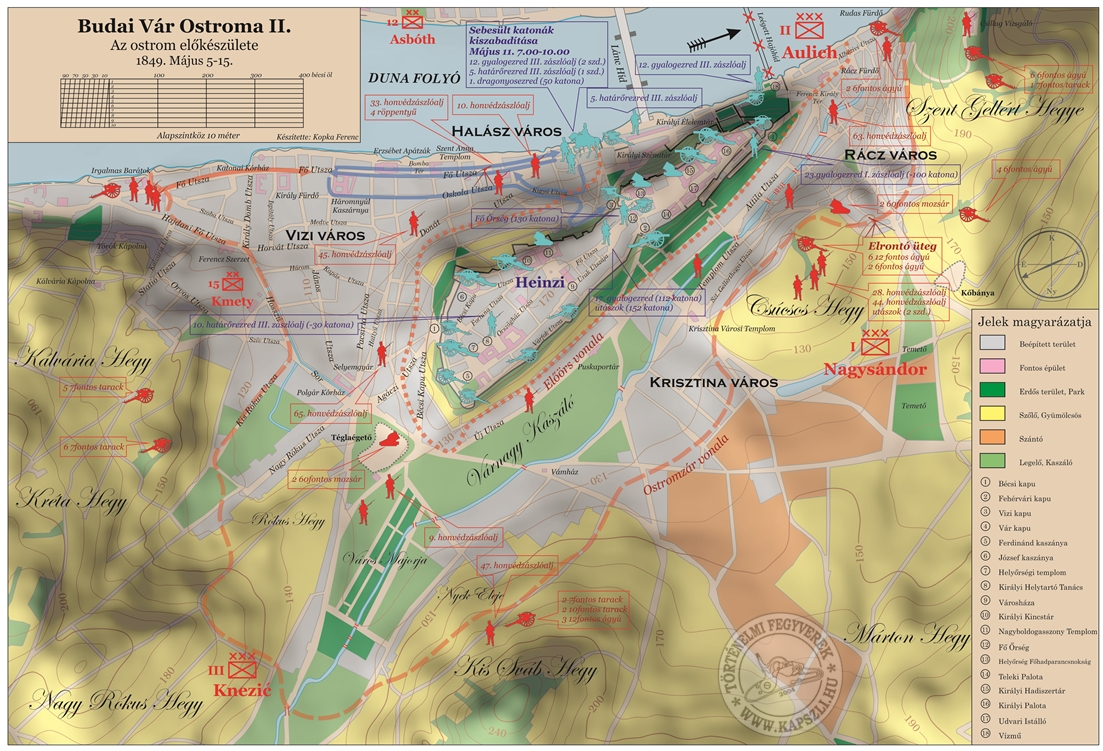
Luptele de la Buda din perioada 5-16 mai 1849

Eșecul atacului împotriva rezervoarelor de apă a arătat că, din cauza marii puteri de foc a artileriei și infanteriei imperiale, castelul nu putea fi capturat prin asaltul direct pe scări, ci numai prin spargerea zidurilor cu artilerie grea de asediu. Acest eșec l-a făcut pe Görgei să înțeleagă că cucerirea castelului nu va fi o sarcină ușoară, ci va necesita un lung asediu, realizat cu armament de calibru mare pe care trupele asediatoare nu îl aveau (ele aveau doar tunuri mici, care puteau fi folosite doar în luptele pe câmp deschis). Görgei i-a scris o scrisoare lui Richard Guyon, comandantul fortăreței Komárom, și i-a ordonat să-i trimită tunuri de asediu. Pe 6 mai generalul Guyon i-a trimis 5 tunuri de asediu (4 tunuri de 24 de livre și un tun de 18 livre), care au ajuns în noaptea de 9 spre 10 mai, dar aproape fără muniții. În ciuda tuturor solicitărilor lui Görgei, Guyon s-a împotrivit să-i mai trimită alte tunuri de asediu la Buda, argumentând că va periclita astfel șansele de apărare ale fortăreței Komárom, cu toate că, în realitate, acest armament nu făcea parte din depozitul fortului pentru că fusese capturat de la imperiali cu doar câteva zile mai devreme (26 aprilie) în Bătălia de la Komárom. Generalul născut în Anglia a trimis restul tunurilor de asediu către Buda numai în urma cererii formulate de guvernatorul Lajos Kossuth. În timp ce aștepta sosirea tunurilor de asediu de la Komárom, Görgei a ordonat amenajarea spațiului pentru instalarea unei baterii de asalt și a unei baterii de tunuri de câmp (care avea misiunea de a acoperi bateria de asediu împotriva focului inamic) pe Nap Hegy („Dealul Soarelui”), unul dintre dealurile din Buda, deoarece considera că rondela I. (Fehérvár), situată în direcția dealului, era punctul cel mai vulnerabil al castelului. Bateria de tunuri de câmp trebuia să acopere bateria de asediu împotriva bombardamentelor artileriei din castel. Spațiile pentru instalarea bateriilor au fost amenajate complet în 14 mai, iar artileria a fost instalată acolo în primele ore ale zilei de 16 mai.
În timp ce aștepta sosirea artileriei de asediu, Görgei a ordonat efectuarea unor false atacuri nocturne împotriva castelului pentru a-l ține ocupat și a-i distrage atenția lui Hentzi de la planurile adevărate ale maghiarilor. Fiecare corp de armată trebuia să folosească patru companii, în timp ce divizia lui Kmety trebuia să folosească două companii în aceste atacuri. În zilele de 5-7 mai au avut loc schimburi ușoare de focuri de artilerie între cele două tabere combatante.
Armata asediatoare nu a rămas inactivă în perioada cuprinsă între 5 și 16 mai. În primele ore ale zilei de 5 mai trupele lui Kmety s-au apropiat din nou de rezervoarele de apă, în timp ce Hentzi a început să bombardeze cartierul Víziváros, arătând din nou că nu are nici o considerație pentru viața locuitorilor civili ai orașului, iar ungurii s-au retras. Pe 10 mai a izbucnit o epidemie de holeră și tifos în rândul apărătorilor castelului.
În noaptea de 10-11 mai Hentzi a ordonat efectuarea unei incursiuni dincolo de ziduri pentru a-i recupera pe răniții și bolnavii austriecii din spitalele din Víziváros. În acel atac au participat o companie de grăniceri și un pluton de geniști. Prima încercare a fost respinsă, dar a doua încercare a trupelor imperiale, conduse de căpitanul Schröder, efectuată la ora 7 dimineața cu o forță mai mare, a avut de această dată succes, fiind recuperați 300 de militari austrieci bolnavi și fiind provocate pierderi grele trupelor lui Kmety staționate acolo.
În 12 mai au avut loc ciocniri armate minore, care au fost completate pe 13 mai cu un duel de artilerie.
La început Hentzi nu a acordat nicio atenție lucrărilor de construcție a dispozitivului de amplasare a bateriilor de asediu ale maghiarilor și și-a concentrat toate eforturile asupra bombardării Pestei. Furia lui împotriva clădirilor și populației Pestei nu a fost temperată nici măcar de o delegație a cetățenilor Budei, aflați în cetate, care l-a implorat să oprească distrugerea Pestei, spunând că, dacă el nu acceptă acest lucru, ei vor părăsi castelul. Hentzi le-a răspuns că ei pot părăsi castelul, dacă vor, dar a amenințat că va bombarda Pesta cu proiectile explozive și incendiare dacă armata maghiară nu va opri asediul. În ziua următoare aproximativ 300 de cetățeni au părăsit castelul Buda. Hentzi și-a ținut promisiunea și a bombardat Pesta aproape în fiecare zi, începând din 4 mai, iar bombardamentele au fost deosebit de intense pe 9 și 13 mai, determinând incendierea și distrugerea clădirilor în stil neoclasic din Al-Dunasor (malul jos al Dunării). Populația din Pesta s-a refugiat de bombardament în afara orașului. Atacul lui Hentzi asupra clădirilor și populației civile era incompatibil cu etica războiului și a fost condamnat de către comandanții maghiari. Pe 13 mai Görgei i-a scris o scrisoare guvernatorului Kossuth cu privire la distrugerile produse de bombardarea fără sens a Pestei de către Hentzi:

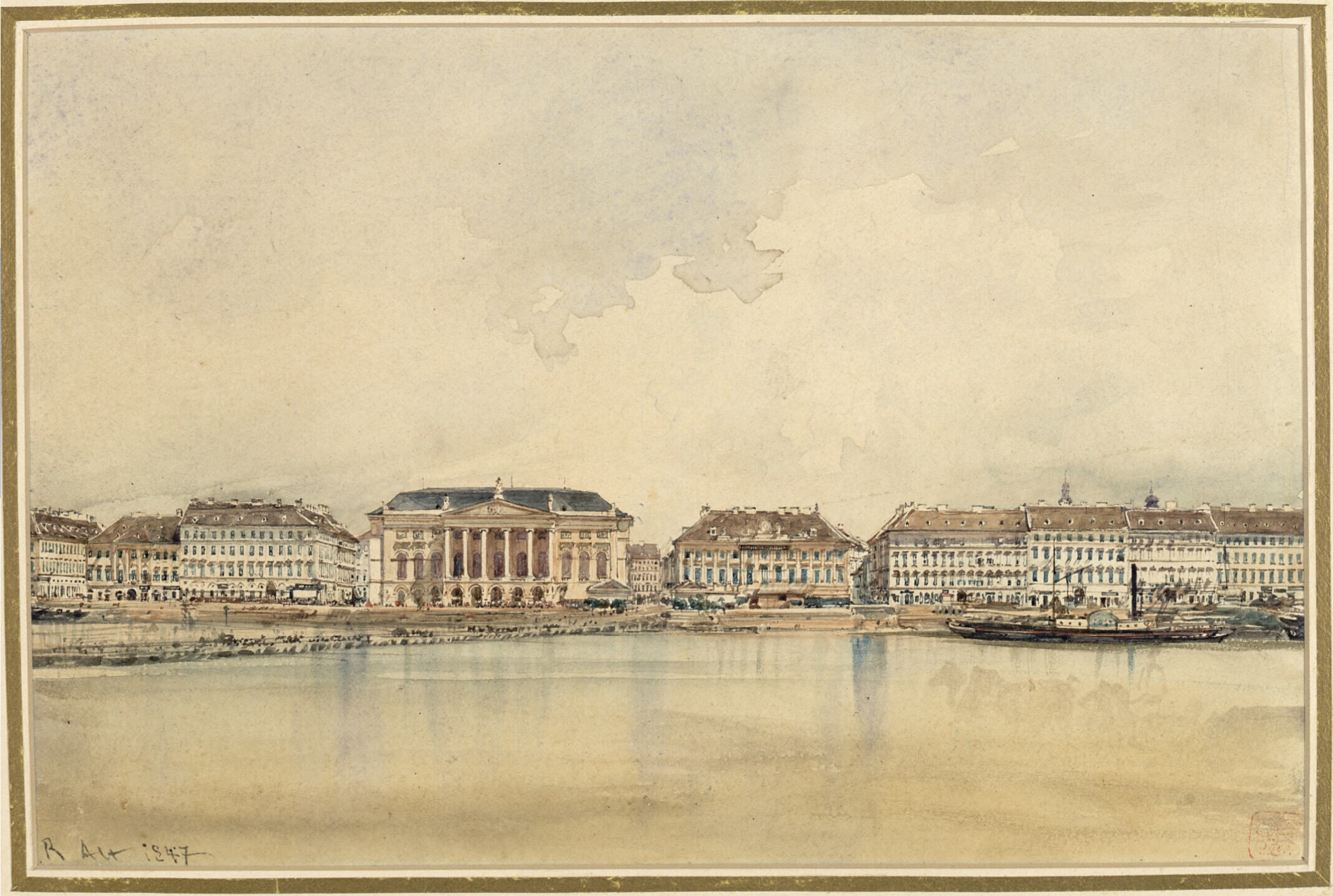
Rudolf von Alt - Clădirile de pe malul jos al Dunării din Pesta în 1847, înainte de distrugerea lor în mai 1849 de către tunurile lui Hentzi

Ieri noapte comandantul Hentzi și-a îndeplinit promisiunea într-un mod teribil. Cu lovituri bine țintite a reușit să incendieze malul splendid al Dunării în mai multe locuri. Focul, ajutat de vântul puternic, s-a extins rapid și a transformat cea mai frumoasa parte a Pestei în cenușă. - A fost o imagine teribilă! Întregul oraș a fost cuprins de o mare de flăcări, iar proiectilele arzând cădeau ca o ploaie de stele, cu un bubuit înspăimântător și în vârtejuri de fum, peste bietul oraș. Este imposibil să descrii cu precizie toată această priveliște; am văzut în tot acest fenomen torța aprinsă pentru funeraliile dinastiei austriece muribunde, pentru că evenimentele de ieri au șters pentru totdeauna cea mai mică considerație pe care o mai aveau unii de aici pentru această dinastie perfidă. Acesta este motivul pentru care, deși jelesc din inimă distrugerea capitalei, acest act scandalos al inamicului, pe care nu am avut putința să-l împiedic și pe care n-am făcut nimic să-l provoc, voi încerca cu toată puterea mea să-l răzbun, depunând un efort chiar mai mare pentru a asedia castelul, și simt ca fiind datoria mea cea mai sacră eliberarea capitalei cât mai curând posibil de acest inamic monstruos.

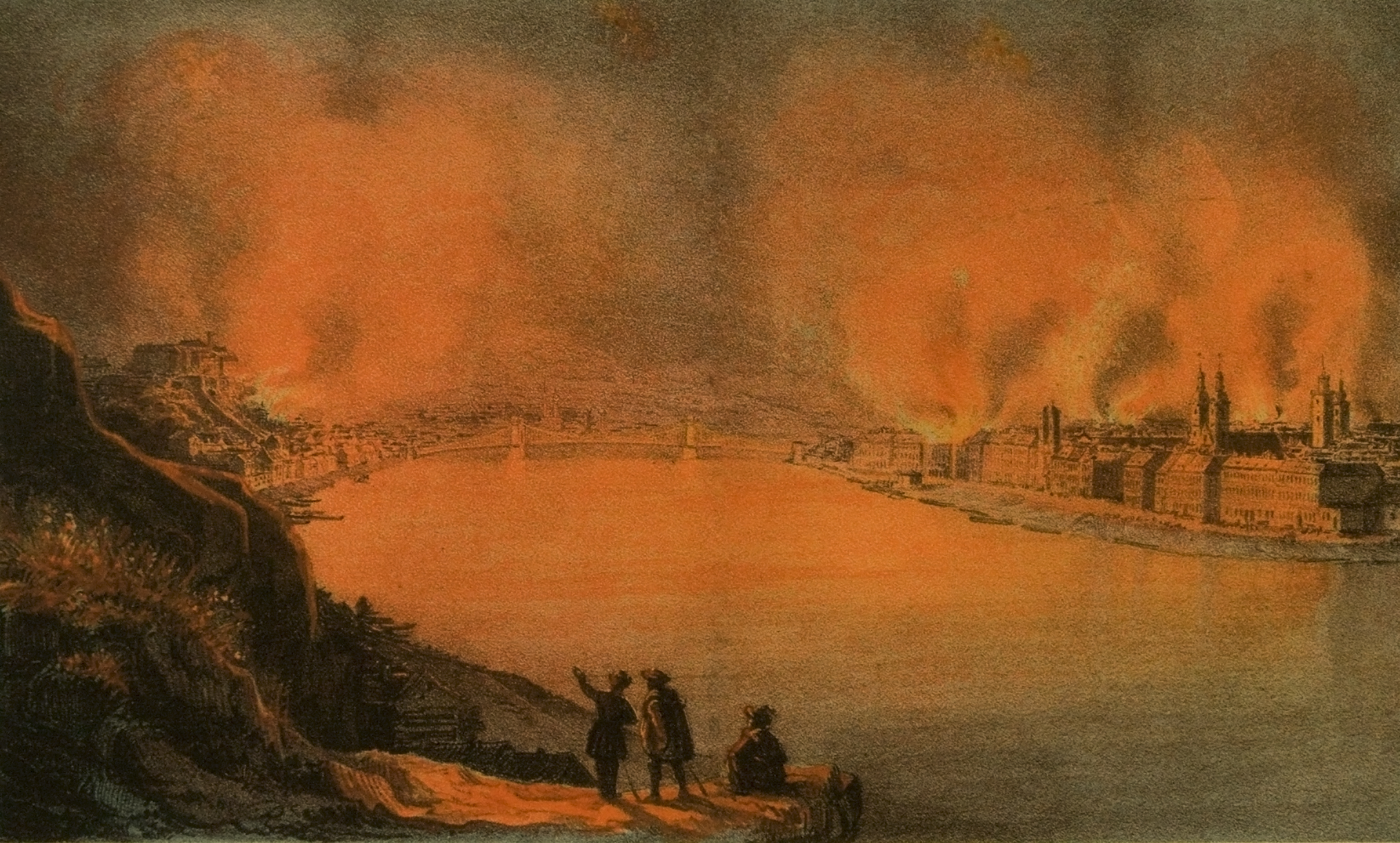
Bombardarea Pestei în 1849

Emil Büttner, un simplu soldat maghiar în vârstă de 17 ani din batalionul 17 artilerie, a descris într-o scrisoare „frumusețea” spectacolului înfiorător al duelului celor două artilerii din acea noapte, care a provocat distrugeri uriașe orașelor Pesta și Buda:
Această zi ne oferă un spectacol îngrozitor de frumos mai mare decât cel din fiecare seară când începe focul de artilerie, întreaga zonă este în flăcări, fulgeră bombele trase de mortiere, urmate de fiecare dată de un mârâit înăbușit. Proiectilele aprinse șuieră către cer ca balaurii de foc, poți vedea adesea, în același timp, chiar și 8-10 proiectile în aer și fiecare dintre ele este urmată de mugetul uneia [unei bombe?] de 24 de livre. Multe dintre cele care au fost prost direcționate, explodează în aer, și flăcările, ca un fulger gâtuit, se revarsă din globul lor sfâșiat, urmate de fiecare dată de un pocnet groaznic, piesele lor se sparg cu sunete diferite, răspândindu-se în toate direcțiile, zdrobind și strivind tot ce stă în calea lor. Ce bubuit șuierător provoacă tunurile care urlă mereu, grenadele și bombele azvârlite de inamic și tunurile noastre care trag fără încetare din orice direcție? Vă puteți imagina că seamănă un pic cu tunetele auzite uneori în timpul marilor furtuni.
Despre priveliștea oferită de proiectilele incendiare utilizate de către cele două armate, care fuseseră introduse în război nu cu mult timp în urmă, Büttner scrie următoarele impresii:

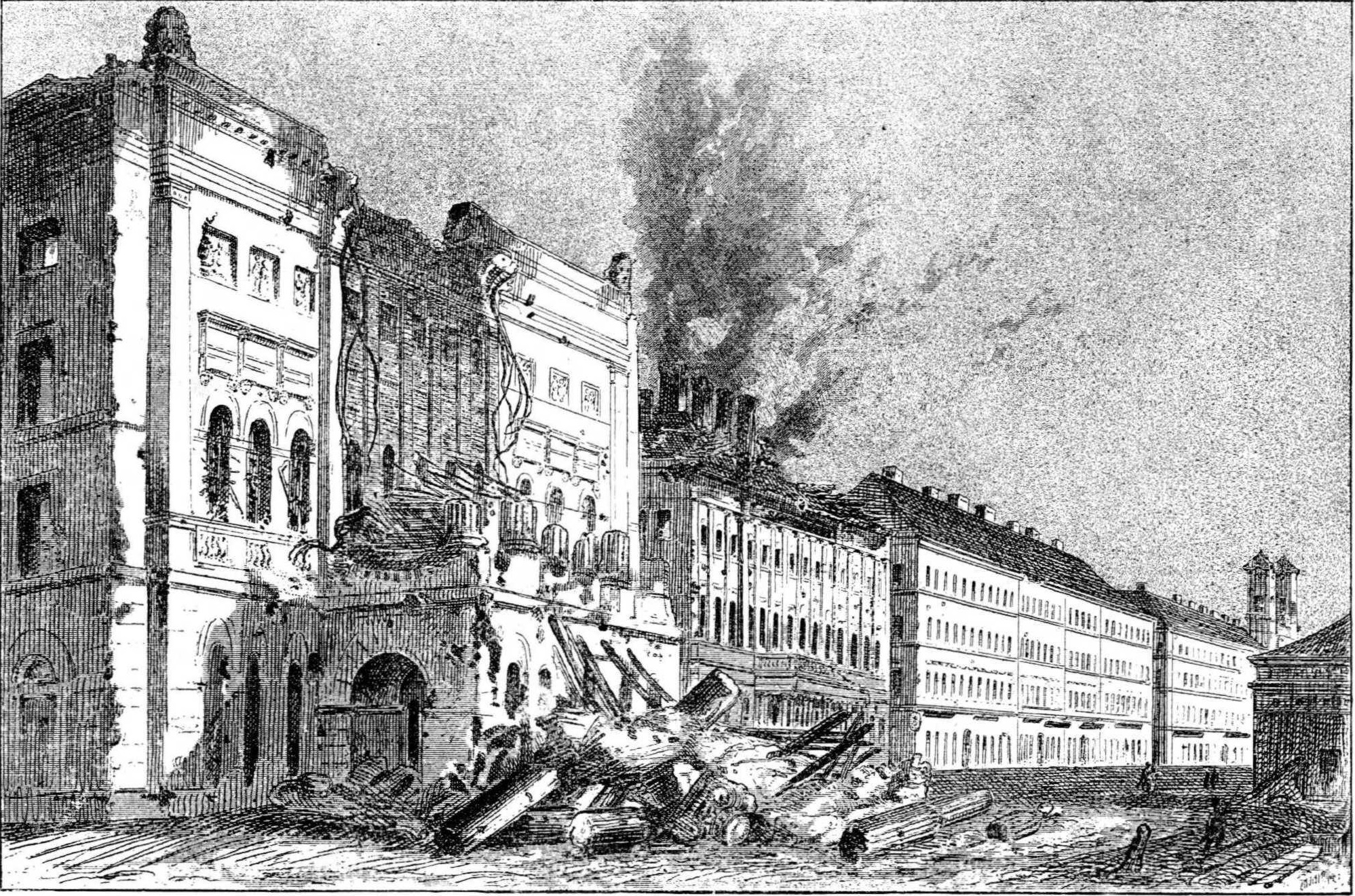
Pagubele provocate în urma bombardării Pestei de către imperiali: clădirile de pe malul jos al Dunării

Nu am văzut niciodată ceva mai frumos. Ca șerpii de foc numeroase proiectile tăiau aerul trosnind, împrăștiind scântei și sclipind puternic în calea lor și dacă cumva cădeau pe o fereastră sau pe acoperiș luminau împrejurimile în modul cel mai frumos, apoi după ce explodau incendiau tot ce era inflamabil.
Görgei a vrut să răspundă bombardamentului austriac asupra Pestei și să răzbune acest atac distructiv prin aducerea la cartierul său general a trei telescoape uriașe de la observatorul de pe Dealul Gellért și și-a însărcinat ofițerii săi să observe când apărea Hentzi pe zidurile castelului, apoi unul din ofițerii săi, care avea o voce răsunătoare, trebuia să-i anunțe pe ofițerii de artilerie de pe dealul Kis-Svábhegy să tragă câteva salve de tun. Deși nu au reușit să-l omoare pe comandantul austriac, maghiarii au fost de multe ori foarte aproape să-și atingă scopul, forțându-i pe Hentzi și pe ofițerii săi să coboare în grabă de pe ziduri. După aceea Hentzi a apărut tot mai rar pe zidurile și pe bastioanele castelului, iar când ajungea acolo nu stătea mult timp și își încheia inspecțiile foarte repede.
În noaptea de 14 mai Hentzi a încercat să distrugă podul de pontoane de pe insula Csepel, dând drumul în josul râului la cinci ambarcațiuni în flăcări și la două ambarcațiuni încărcate cu pietre în scopul de a-l distruge, dar din cauza lipsei de geniști pregătiți să îndeplinească această sarcină doar o singură ambarcațiune a putut fi incendiată, înaintea eliberării lor pe cursul apei. Aceste ambarcațiuni nu au plutit, așa cum se aștepta, pe mijlocul cursului fluviului, ci s-au apropiat de maluri, fiind observate de geniștii maghiari de la Băile Rudas, care s-au apropiat cu bărcile lor și le-au tras cu căngile către maluri.

### Începerea adevăratului asediu
Odată cu sosirea artileriei grele de asediu, armata maghiară a dobândit în cele din urmă superioritate asupra artileriei din castel, iar pe 16 martie a început adevăratul bombardament împotriva castelului. După instalarea tunurilor de asediu, artileria maghiară s-a poziționat pentru un asediu eficient în felul următor:
- o jumătate de baterie de 6 livre la depozitul de tutun Ullmann din Pesta

- o jumătate de baterie de 6 livre pe insula Margareta

- o jumătate de baterie de 6 livre în portul pentru vapoare cu aburi din Óbuda. Aceasta avea misiunea de a preveni orice activitate a vapoarelor cu aburi Nádor, care erau deținută de austrieci

- un obuzier de 6 livre și un obuzier de 7 livre în Piața Bomba (azi Piața Batthyány)

- o baterie de 6 livre la primul post de pe dealul Kálvária Hill

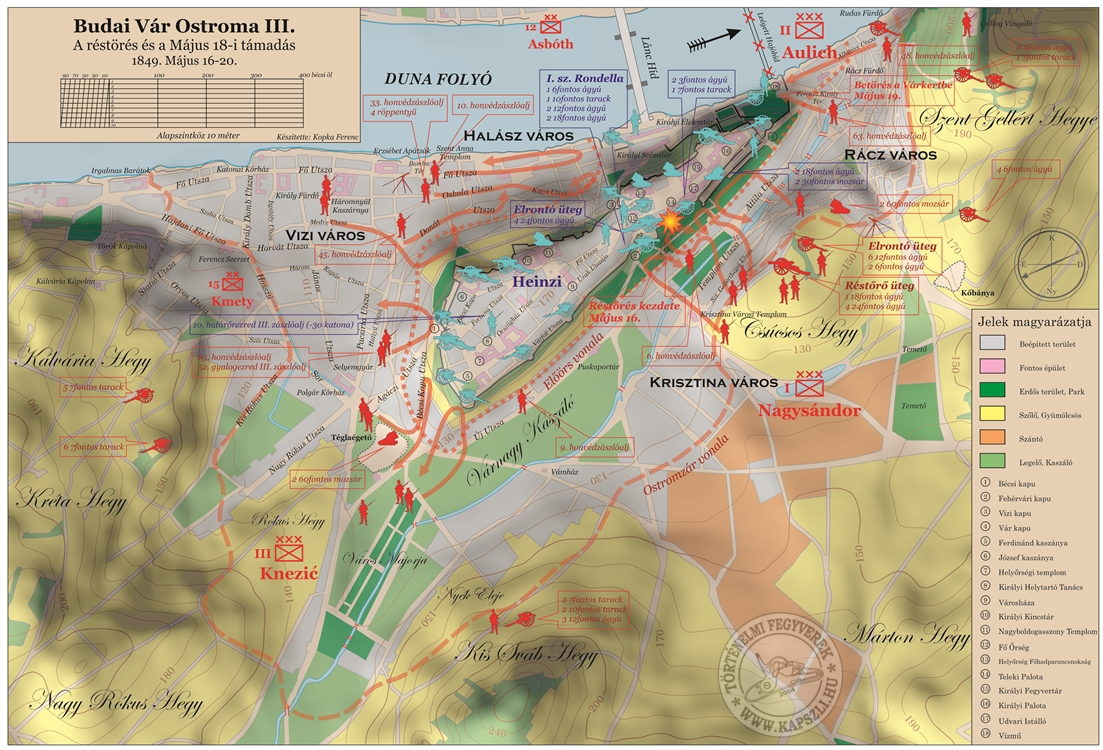
Luptele de la Buda din 16-20 mai 1849

- câteva tunuri de 12 livre și șase obuziere de 10 livre la cel de-al doilea post de pe dealul Kálvária

- două mortiere de 60 de livre la fabrica de cărămidă de la Poarta Vienei (Bécsi kapu)

- o baterie de tunuri de 12 și 18 livre cu un cuptor destinat pentru încălzirea ghiulelelor pe dealul Kissváb

- o baterie distrugătoare de ziduri alcătuită din tunuri de 24 de livre pe partea stângă a dealului Naphegy

- câteva tunuri de 12 și 18 livre pe 16 straturi de balast în spatele unui șanț de pe partea dreaptă a dealului Naphegy

- patru tunuri de 18 livre pe traseul stațiilor Calvarului aflate pe drumul spre Dealul Gellért

- două tunuri de 24 de livre și un cuptor destinat pentru încălzirea ghiulelelor pe cel mai înalt punct al Dealului Gellért

- patru mortiere de 18 livre și două mortiere de 60 de livre pe versantul Dealului Gellért, în direcția Rácváros

- un obuzier de 10 livre pe Dealul Gellért, pe drumul spre Calvar

- un obuzier de 10 livre pe Dealul Gellért, 200 de pași mai jos, lângă o vie

- o baterie de 12 livre, la stânga obuzierului anterior

- două mortiere de 60 de livre, într-o groapă aflată aproape de cea mai înaltă stație a Calvarului

- un tun de 12 livre și un obuzier de 10 livre în spatele parapeților de lângă Dunăre, la aceeași înălțime cu Băile Rudas

- un tun de 24 de livre la casa Zizer din Rácváros
Cu aceste tunuri, împreună cu cele pe care armata le avea de mai demult, ungurii au putut în cele din urmă să trimită ghiulele în interiorul castelului, deranjând în mod continuu odihna apărătorilor și mișcările de trupe. Artileria de asediu și-a început activitatea în cele din urmă în data de 16 mai, bombardând zidurile, dar și clădirile din castel care, conform indicațiilor spionilor, erau folosite de trupele inamice ca depozite și barăci. Bombardamentul continuu a început la ora 4 dimineața și a durat până la ora 6 după-amiaza, iar până în ziua următoare s-a făcut o breșă în zidul sudic al Rondelei Fehérvár.
Pe 16 mai Hentzi a simțit că asediul a devenit critic. El a înțeles că principalul atac maghiar împotriva rezervoarelor de apă nu va avea loc dinspre est, ci dinspre vest, împotriva breșei produse de artileria maghiară la rondela Fehérvár. În consiliul de război ținut în acea noapte el a propus continuarea bombardamentelor asupra Pestei, dar căpitanul inginer Philipp Pollini a obiectat, susținând că ar fi mai bine să fie bombardată artileria maghiară pentru a se încerca scoaterea ei din luptă. Consiliul a acceptat planul lui Pollini, astfel încât la ora 18,30 toate tunurile care fuseseră retrase anterior, în scopul de a le proteja împotriva atacurilor artileriei maghiare, au fost transportate din nou la ziduri pentru a fi folosite împotriva tunurilor maghiare.
Bombardamentul a continuat către seară și o ghiulea a incendiat acoperișul palatului. În semn de răzbunare, Hentzi a bombardat iarăși Pesta a doua zi.

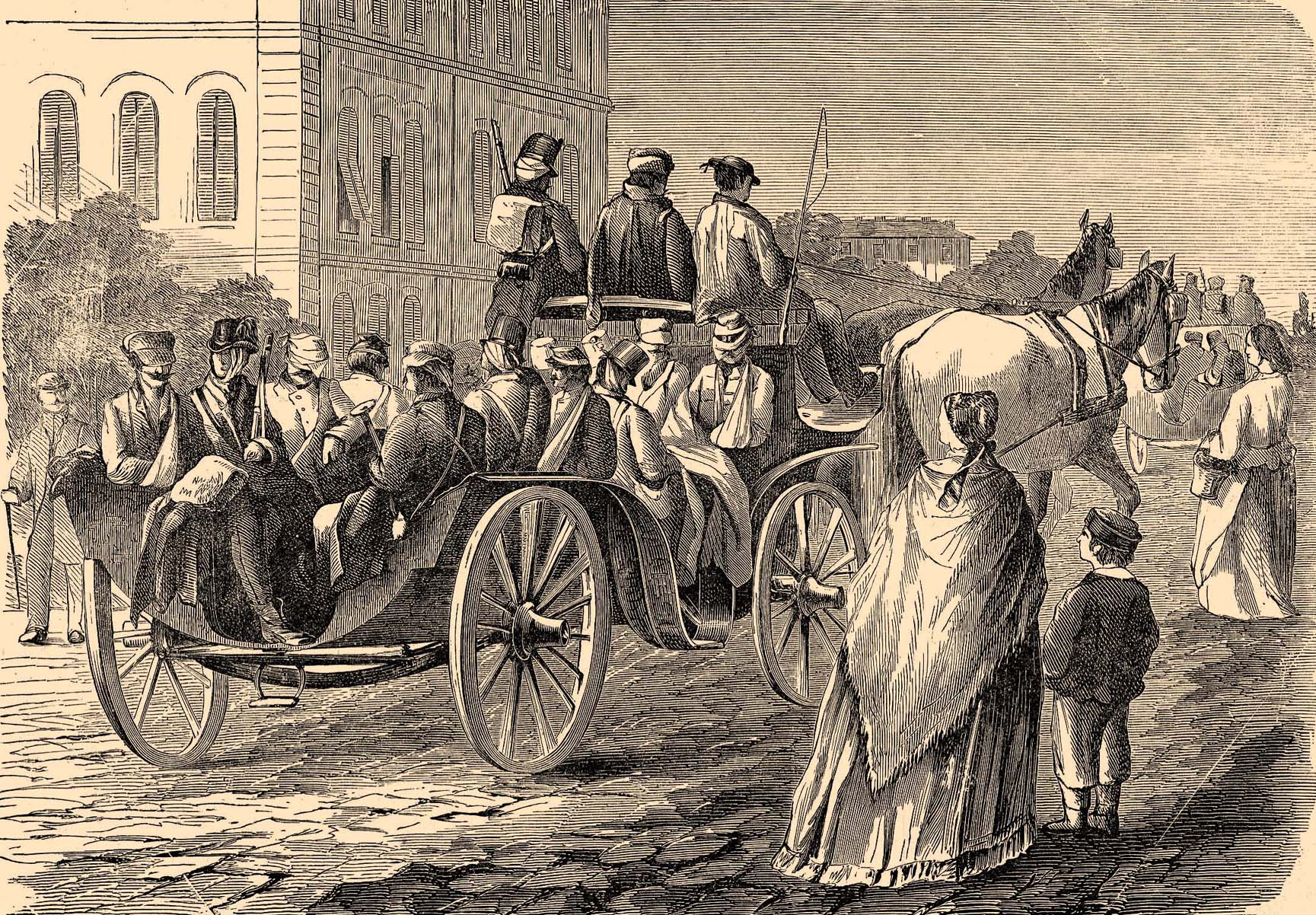
Transportul răniților din asediul Budei

Acest lucru l-a înfuriat atât de tare pe Görgey că a ordonat forțelor sale să execute o acțiune de recunoaștere în forță în primele ore ale zilei de 18 mai, iar dacă acțiunea ar fi avut suficient succes trebuia să se transforme într-un asalt complet. Corpul I urma să atace breșa din Rondela Fehérvár, Corpul III să atace rondela IV, încercând să o escaladeze pe scări, și divizia lui Kmety trebuia să execute un atac demonstrativ împotriva rezervoarelor de apă. Atacul a eșuat. Mai întâi, apropierea de ziduri a fost împiedicată printr-un sistem de obstacole amplasate de apărătorii castelului. În al doilea rând, breșa nu era pregătită pentru a fi escaladată, iar scările aduse de soldați erau prea scurte. Astfel, militarii corpului I s-au rătăcit în drumul lor pe întuneric către breșă și când au regăsit drumul în cele din urmă veniseră deja zorii și au putut fi observați de apărători, care au început să tragă asupra lor o ploaie de gloanțe și i-au forțat să se retragă. Militarii Corpului III au atacat de la nord și au început să urce zidurile pe scări, dar apărătorii au respins atacul, provocând moartea a 34 de ostași și capturând 21 de scări. De asemenea, casa care era baza de operațiuni a companiei a 65-a fusese arsă de artileria inamică, astfel încât soldați maghiari nu s-au putut retrage în ea și au trebuit să fugă în câmp deschis, devenind ținte ale focului apărătorilor. Batalionul 9 avea ordinul să tragă asupra apărătorilor de la ferestre și de pe acoperișurile caselor de pe strada Attila. Celelalte batalioane din corpul III s-au adunat în casele din apropiere și au încercat să escaladeze zidurile pe scări, dar, din cauza faptului că scările erau prea scurte, acest atac nu a avut succes. Ostașii au fost atât de ocupați în schimbul de focuri cu inamicul că nu au auzit retragerea camarazilor lor, așa că au rămas blocați în case până în zori și nu au putut să se retragă a doua zi pentru că apărătorii trăgeau imediat asupra celor care încercau să iasă din acele case. Corpul II a atacat rezervoarele de apă, dar militarii lui au fost respinși în lupta la baionetă. Trupele lui Kmety au ajuns, de asemenea, la rezervoare, dar aici s-au oprit și au fost forțate să intre într-un schimb nefolositor de focuri cu inamicul.

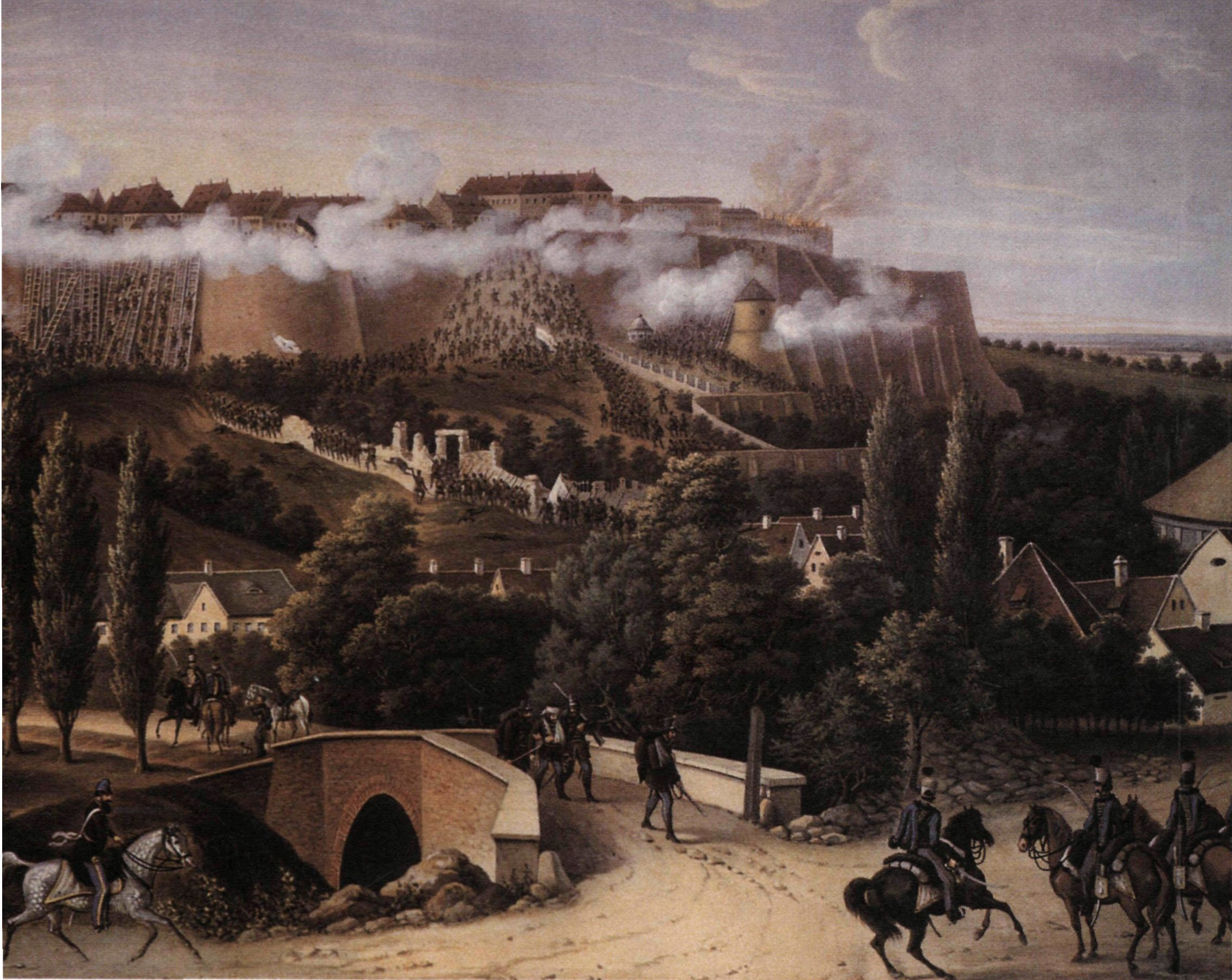
Bombardamentul și asaltul asupra Castelului Buda în 1849

Au fost mai multe cauze ale acestui eșec: trupele au fost slab coordonate, militari nu au primit instrucțiuni clare cu privire la momentul când trebuiau să transforme atacul demonstrativ într-un atac real, iar scările pentru escaladarea zidurilor erau prea scurte. Görgei a recunoscut în memoriile proprii că eșecul acțiunii a fost în principal vina lui pentru că nu a verificat anterior dacă breșa din zid era suficient de mare pentru ca militarii să poată pătrunde pe acolo. El a scris că s-a pripit atunci când a ordonat atacul, deoarece s-a înfuriat atunci când a aflat de bombardarea Pestei de către Hentzi și a dorit să-l pedepsească pe comandantul inamic prin capturarea cât mai curând posibil a castelului. Folosirea unor scări scurte a condus, de asemenea, la eșec. Pierderile maghiare ca urmare a acestui atac eșuat au fost de aproximativ 200 de soldați. După atac, Görgei a solicitat mai multe scări, care au ajuns de la Pesta o zi mai târziu, în 19 mai.
Pe 18 mai Hentzi a încercat să astupe breșa produsă de artileria maghiară în apropierea rondelei Fehérvár, dar o ploaie torențială căzută în timpul nopții a distrus întregul barieră. A fost amplasată o baterie pe rondela Fehérvár, care a reușit temporar să reducă la tăcere două tunuri maghiare pe 19 mai, dar breșa a crescut tot mai mult, ajungând la o lățime de 15 stânjeni și devenind imposibil de astupat. În acea noapte a avut loc o altă încercare de blocare a accesului în zona breșei, dar focul puternic de artilerie și muschete din partea ungară i-a împiedicat pe inginerii imperiali să-și ducă treaba până la capăt. O unitate de geniști a corpului II maghiar a reușit să pătrundă în Várkert (Grădina Castelului, porțiunea de la sud-est până la marginea sudică a zidurilor Castelului și până la rezervoarele de apă) printr-o casă care avea un zid comun cu Grădina Castelului, iar o companie maghiară de honvezi s-a stabilit acolo, și în ciuda tuturor eforturilor depuse de apărători nu a putut fi forțată să se retragă din acel loc.
Pe 20 mai Hentzi a ordonat din nou astuparea breșei create în zona rondelei Fehérvár, dar, deși geniștii au construit un parapet improvizat cu lățimea de 1,7 metri în partea de sus a spărturii, breșa nu a putut fi astupată, deoarece artileria maghiară executa un foc intens. Cu toate acestea, un eventual atac împotriva spărturii nu era o sarcină ușoară, deoarece artileria imperială de la rondela I putea ține sub bombardament breșa și întreaga zonă. Căpitanul inginer Philipp Pollini, care a condus lucrările inutile pentru baricadarea spărturii, a fost ucis atunci în urma unui bombardament maghiar.
Văzând intensificarea asediului maghiar și eficiența artileriei maghiare, apărătorii și-au pierdut spiritul marțial. Un dezertor austriac le-a spus ungurilor că: ...soldații din castel sunt deprimați și vor să scape de sub asediu.
După eșecul asaltului din noaptea de 17-18 mai, Görgey a ordonat unui detașament format din câteva companii să-i hărțuiască pe apărători în fiecare noapte până la ora 2 dimineața. La ora 2 focul de artilerie înceta. Planul lui Görgei era să-i facă pe apărători să creadă că după ora 2 a.m. ei vor fi în siguranță și că pot să se odihnească până dimineață. Apoi, pe 20 mai, el a emis ordinul de capturare a castelului. În noaptea de 20 spre 21 mai artileria maghiară a bombardat castelul, ca de obicei, până la ora 2 noaptea, apoi s-a oprit.

### Asaltul final
Asaltul decisiv trebuia să înceapă în dimineața zilei de 21 mai, la ora 3 a.m., când piesele de artilerie ale armatei maghiare urmau să deschidă focul asupra castelului din toate direcțiile. Înainte de asalt Görgei a încercat să ridice moralul soldaților, promițând o recompensă pentru soldatul care l-ar lua prizonier pe Hentzi.
După atacul brusc al artileriei împotriva apărătorilor imperiali, care aflaseră la ora 2 că nu va avea loc nici o luptă până dimineața, corpurile de armată maghiare și celelalte unități au început dintr-o dată asaltul în felul următor:
Corpul II Armată, condus de generalul Lajos Aulich, a atacat dinspre sud. Batalionul 3 a atacat partea sudică a grădinilor palatului (Palotakert), în timp ce batalionul 2 a atacat rezervoarele de apă. Celelalte unități ale corpului de armată au rămas în rezervă. Militarii Corpului II au pătruns curând în castel prin grădina mare de la zidul de vest. Neavând scări, au urcat pe ziduri unul pe spatele celuilalt. Atacatorii au urcat apoi pe scări la Poarta Ferdinand și pe mormanul de moloz al laturii de est a zidului distrus dinspre Dunăre. Aici i-au înconjurat pe militarii imperiali și i-au obligat să depună armele.
Divizia lui Kmety avea sarcina să atace rezervoarele de apă dinspre nord, trimițând în luptă batalionul 3 și compania 1 vânători (jäger).

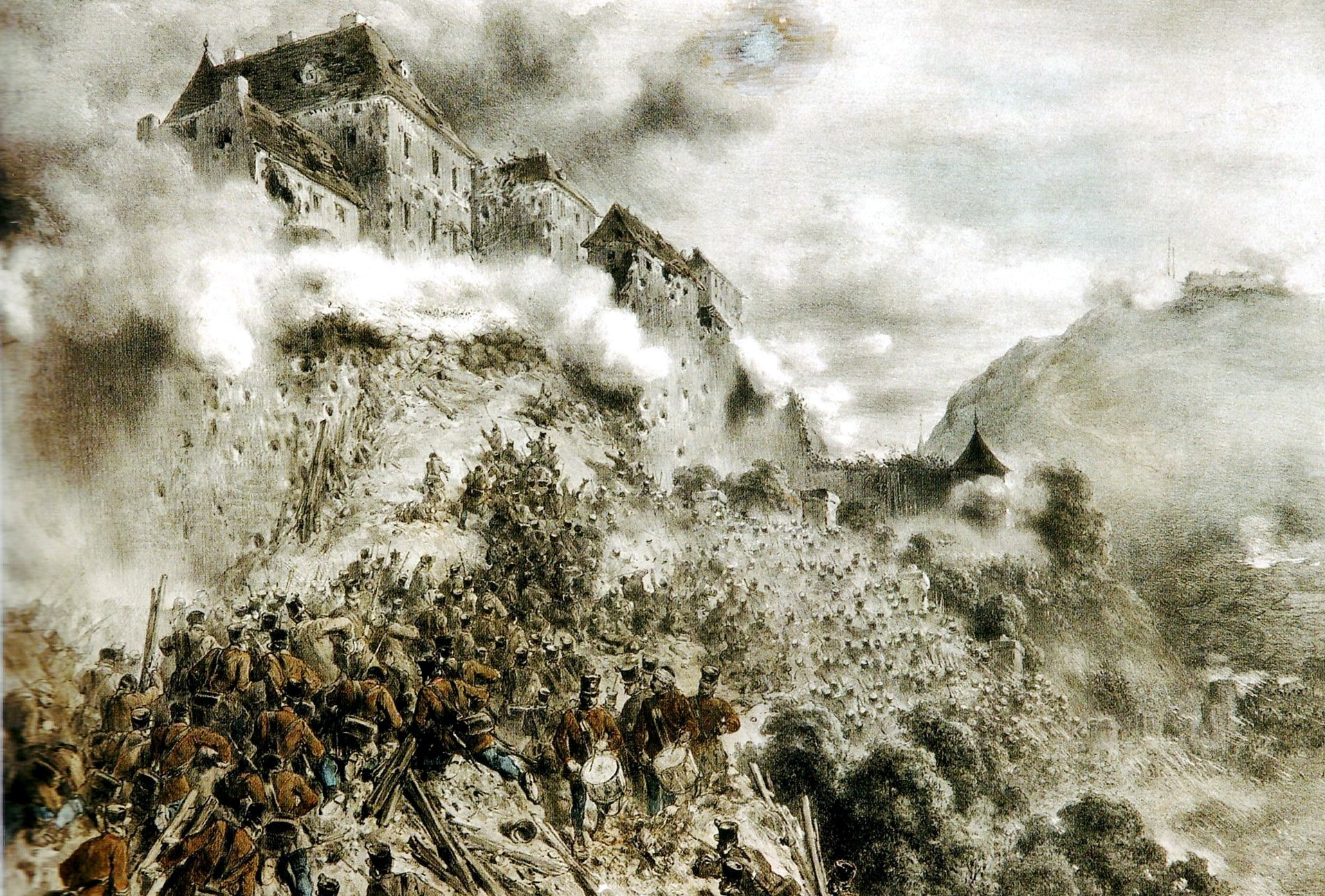
August von Pettenkofen - Asediul Budei

Dar confruntările principale au avut loc pe laturile de nord și de vest ale castelului, unde au atacat corpurile I și III ale armatei maghiare.

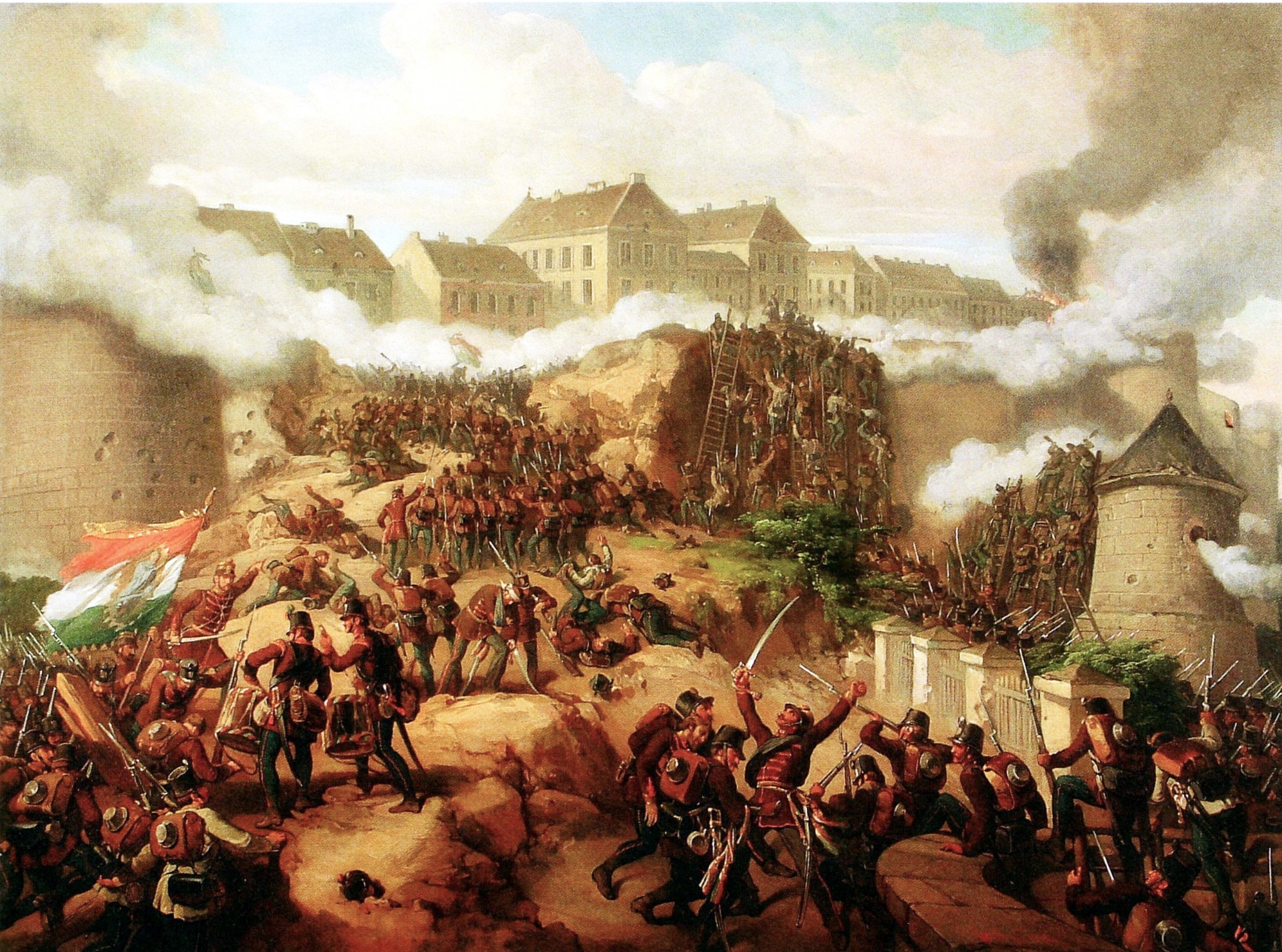
Asediul Budei reprezentat de Károly Jakobey: atacul împotriva breșei din zid

Batalionul 2 al Corpului I, condus personal de generalul József Nagysándor, a fost cel care a început atacul pe latura de nord, încercând să pătrundă prin spărtura din zid, în timp ce batalionul 4 a atacat terasele de pe porțiunea de sud-vest a Dealului Castelului. Restul corpului I de armată a rămas în rezervă. Militarii din companiile a 28-a, a 44-a și a 47-a conduse de Nagysándor au înaintat neobservate până la spărtură, unde au fost văzuți de apărătorii surprinși, care, cu toate acestea, sprijiniți de focul concentrat din față și de pe părțile laterale executat de militarii austrieci de pe zidurile și bastioanele din apropiere, au opus o rezistență dură, oprind pentru un timp înaintarea maghiarilor. Apoi Nagysándor a ordonat companiei a 3-a a regimentului 39 (Don Miguel) de infanterie de rezervă și unei părți a companiei a 17-a să participe la atac. Canonada de acoperire a artileriei maghiare a produs pierderi uriașe apărătorilor castelului, iar, datorită ei și a determinării atacatorilor, colonelul János Máriássy, comandant al unei divizii din Corpul I, a reușit să-i atace cu două batalioane pe apărătorii spărturii, venind din lateral, prin grădinile castelului, și astfel a luat parte la asaltul principal. În timpul asaltului militarii maghiari au fost martorii unor scene groaznice: A fost oribil să vezi cum, la baza bastionului, mitraliile tunurilor măturau 3 sau 4 [soldați] pe loc, cum câteva ghiulele ale inamicului, trase de pe cealaltă parte, măturau linii întregi, cum grenadele aruncate rupeau intestine, smulgeau mâini, picioare și capete ale multora dintre ei. Puteai vedea aici picioare, mâini, bucăți de craniu zăcând pe pământ, mațele morților ieșind afară, sângele și măduva scurgându-se pe multe scări din jurul zidurilor, mulți dintre ei [militarii maghiari] erau omorâți de bucăți din scările aruncate în aer, alții de bombe aprinse care cădeau sau erau aruncate de pe ziduri în mulțimea de dedesubt și alții de bucăți de piatră și de cărămizi dislocate din ziduri de ghiulelele tunurilor. În acest moment colonelul Máriássy și-a pierdut cunoștința timp de câteva minute, fiind lovit de suflul unei explozii, iar o ghiulea a distrus trei scări, determinând trupele lui să se retragă.

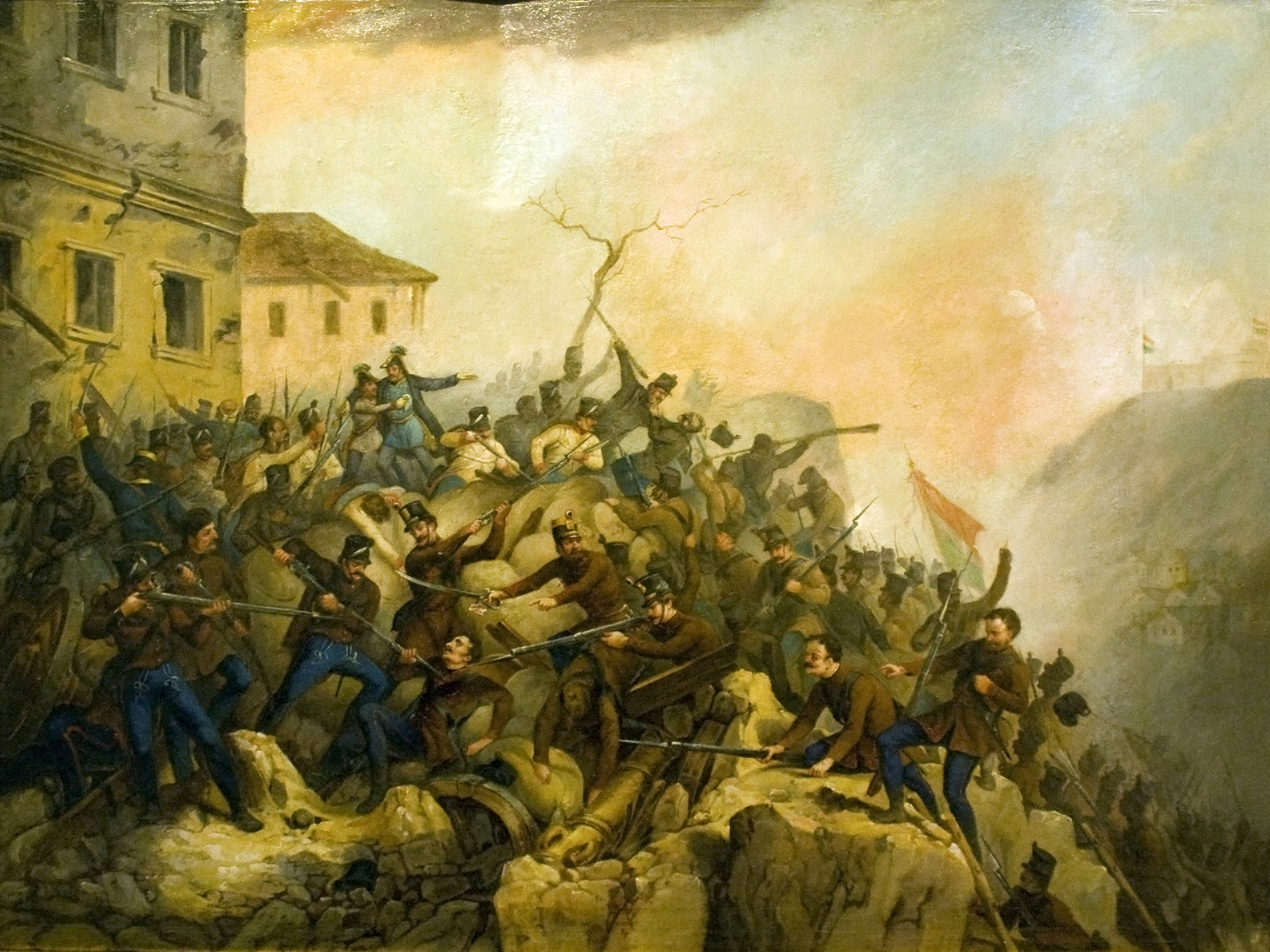
Asediul Budei

Dar cei 400 de maghiari care se aflau deja pe ziduri au început să țipe și să fluture steagurile maghiare, implorându-i să continue atacul și să nu-i abandoneze în mâinile inamicului. Apoi Máriássy și-a recăpătat cunoștința, a oprit trupele sale care se retrăgeau și și-a condus soldații, sprijiniți, de asemenea, de compania a 6-a, împotriva militarilor inamici care începuseră să răstoarne scările. Când au început să urce scările, militarii inamici de origine italiană au decis să capituleze și le-au întins mâinile pentru a-i ajuta să urce. Pierderile asaltului maghiar au fost grele: în acest atac au murit, printre mulți alții, maiorul Burdina, comandantul regimentului Don Miguel.

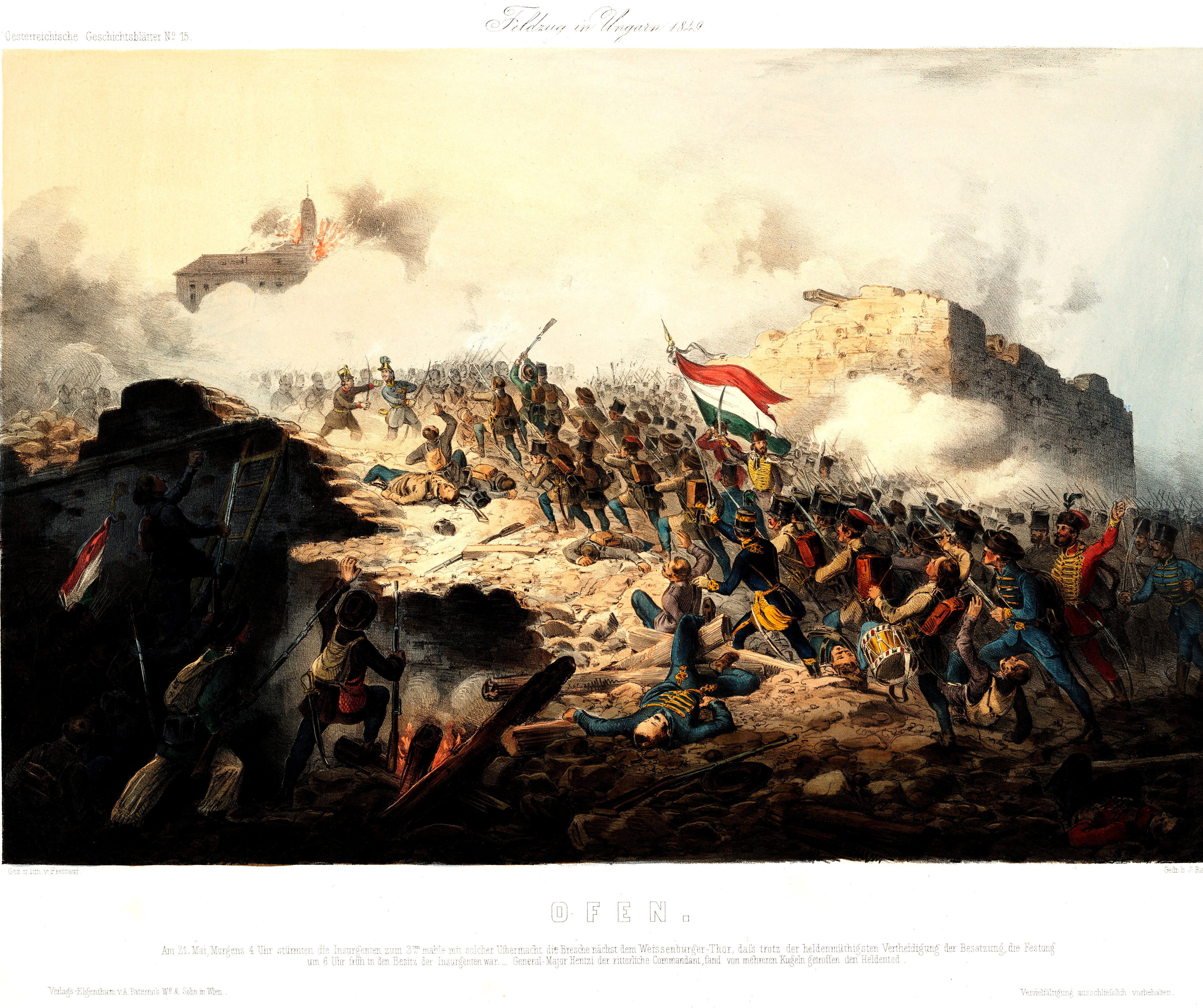
Asediul Budei: atacul împotriva breșei din zid

Alți soldați italieni din trupele imperiale nu au vrut nici ei să lupte împotriva soldaților maghiari, simpatizând cu ei pentru că înțelegeau cauza luptei maghiare, cu atât mai mult cu cât în țara lor avea loc, de asemenea, o revoluție împotriva Imperiului Habsburgic. Din această cauză militarii italieni au fost primii militari imperiali care s-au predat, atunci când au văzut că se apropie militarii maghiari. De exemplu, soldații maghiari din compania a 26-a care au urcat pe scări și pe baionetele înfipte în pereți, pe porțiunea de sud-vest a zidurilor de apărare, unde se aflau grajdurile palatine, au fost întâmpinați de soldați italieni care strigau: „Evviva Ungheria!” (Trăiască Ungaria!). După ce au intrat în castel, militarii maghiari au găsit într-o curte aproximativ 30 de soldați imperiali care fuseseră împușcați mortal. Unul dintre ei, care era încă în viață, le-a spus că au fost împușcați de militarii croați. Acest lucru s-a întâmplat probabil pentru că ofițerii imperiali sau chiar militarii croați au observat că italienii nu doreau să lupte împotriva ungurilor.
Astfel, trupele maghiare au intrat prin spărtura în zid. Primul drapel maghiar a fost pus pe zidul castelului Buda de Grácián Püspöky, tânărul stegar al companiei 47 honvezi. Primele unități care au pătruns în castel prin breșă au fost companiile 44 și 47 de honvezi conduse de locotenent-colonelul Peter Driquet și companiile din regimentul de infanterie „Don Miguel”, care au fost susținute de focul camarazilor lor din companiile a 34-a și a 17-a, care escaladaseră zidul de la est de rondelă, și de compania a 4-a care trăgea de jos, în spatele lor, și i-au împins pe apărători înspre interior, pe străzile castelului Buda. Militarii maghiari care au intrat în castel s-au confruntat în punctele strategice cu unitățile inamice de infanterie și artilerie, care au tras asupra lor, dar și-au continuat asaltul, încercuindu-i, omorându-i și luându-i prizonieri pe soldații imperiali.
În cursul acestor evenimente batalionul 1, aflat sub comanda căpitanului Gergely Szalkay, a atacat zona de sud a castelului și, deși avea ordinul să protejeze tunurile de asediu, a pătruns în castel și s-a găsit sub foc inamic în zona grajdurilor. Szalkay a ordonat un atac care a dezmembrat rezistența inamică, ocupând depozitele de arme și Palatul Sándor, apoi a trimis o parte a trupelor sale pe zidurile aflate deasupra rezervoarelor de apă pentru a ataca din spate inamicul și a sprijini astfel atacul trupelor lui György Kmety și o altă parte la armurăria care se afla la sud de Piața Sf. Gheorghe pentru a ataca trupele imperiale poziționate în Grădinile Palatinului cu scopul de a apăra zidurile de vest ale castelului de atacul corpului II maghiar. Apoi, cu restul militarilor săi, Szalkay a ocupat Palatul Palatin (Regal).

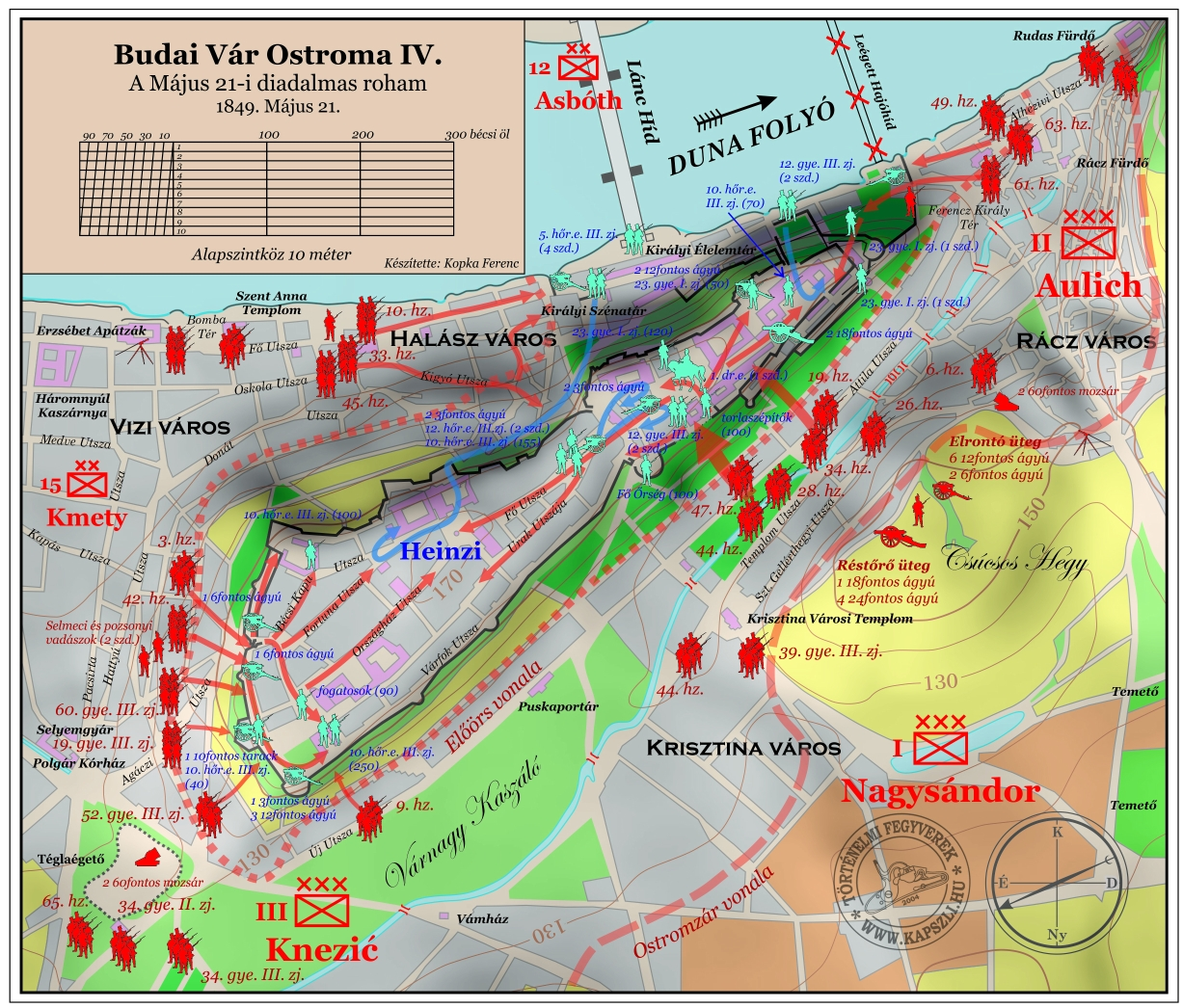
Lupte de la Buda din 21 mai 1849

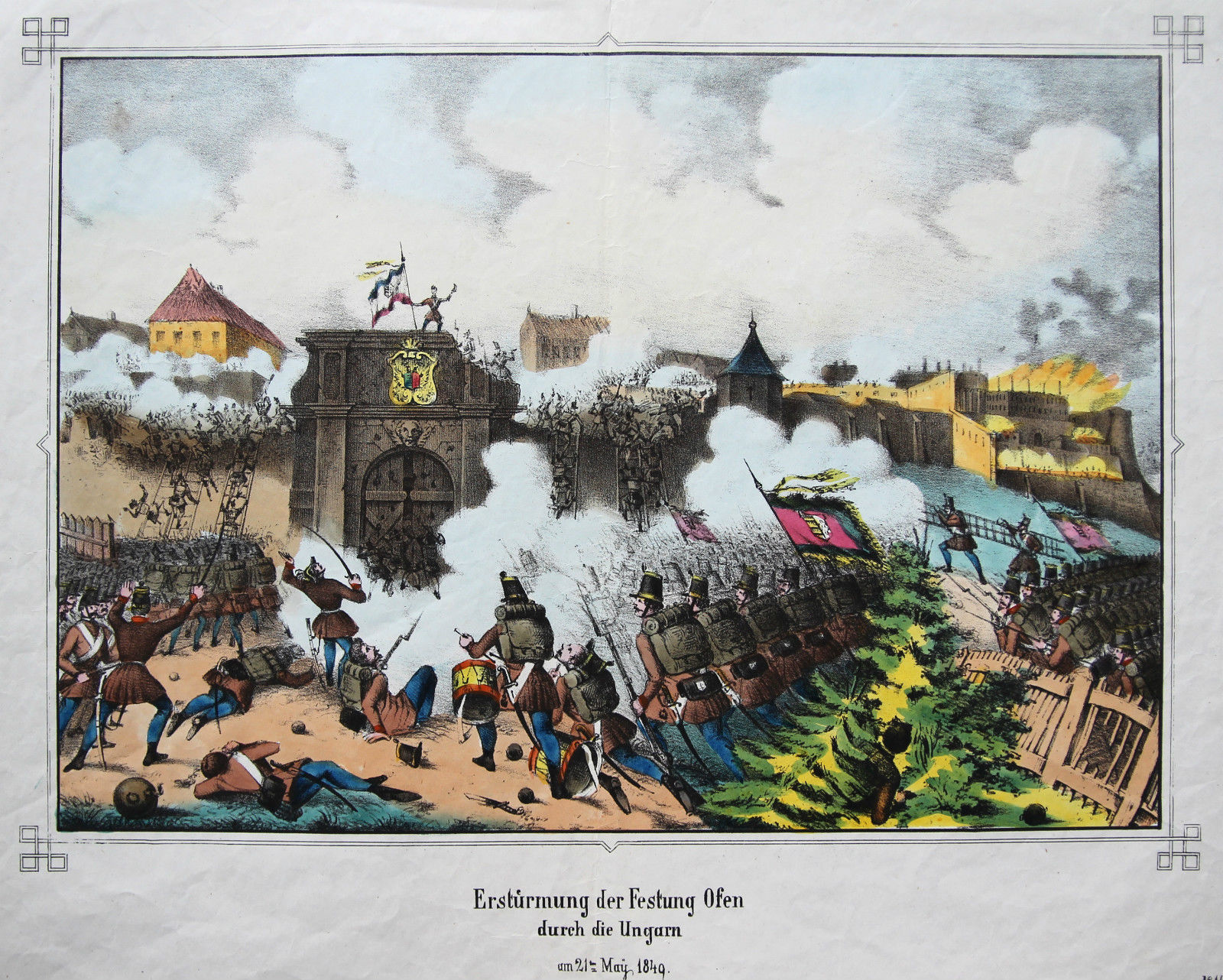
Asediul Budei: Attacul împotriva Porții Vienei

Compania a 63-a de infanterie a atacat zidurile dinspre Krisztinaváros și, în timpul atacului, acei militari care au proptit scările au fost răniți de gloanțele trase de apărători, dar atunci când camarazii lor au început să urce pe scări împușcăturile de sus au devenit tot mai rare pentru că apărătorii, văzând că ungurii au pătruns în castel prin spărtură, s-au retras de pe ziduri către străzile din Buda. Din cauza faptului că militarii companiei au pătruns în castel după ce trupele principale trecuseră deja prin breșă, nu au întâmpinat o rezistență serioasă atunci când au înaintat spre Piața Sfântul Gheorghe (Szent György Tér).
În timp ce aceste evenimente aveau loc în zonele de sud și de vest ale castelului (unde luptau militari din corpurile maghiare I și II), corpul III a atacat, dinspre nord, marginea mai lată a castelului Buda. Unitățile combatante ale corpului III (companiile a 3-a și a 42-a de honvezi, batalionul 3 din regimentul 19 infanterie și batalionul 3 din regimentul 60 infanterie), condus de generalul Károly Knezić, au început un asalt asupra zidului nordic al castelului, asupra Porții Vienei și a rondelei Esztergom, fiind susținute de focul companiei a 9-a executat din casele de pe strada Attila (militarii companiei a 9-a s-au alăturat apoi trupelor care au pătruns în castel, urcând pe scările de lângă Poarta Vienei, preluând în stăpânire tunurile inamice de lângă rondela IV și întorcându-le împotriva ostașilor imperiali care se retrăgeau), au încercat să escaladeze Poarta Vienei și zidurile învecinate, iar 30 de militari maghiari au căzut în luptă. Unitățile de rezervă ale corpului III așteptau în acest timp între Városmajor și fabrica de cărămidă. Militarii companiei a 42-a au fost primii care au escaladat zidurile și au intrat în castel, în timp ce compania a 3-a a reușit să pătrundă prin Poarta Vienei.

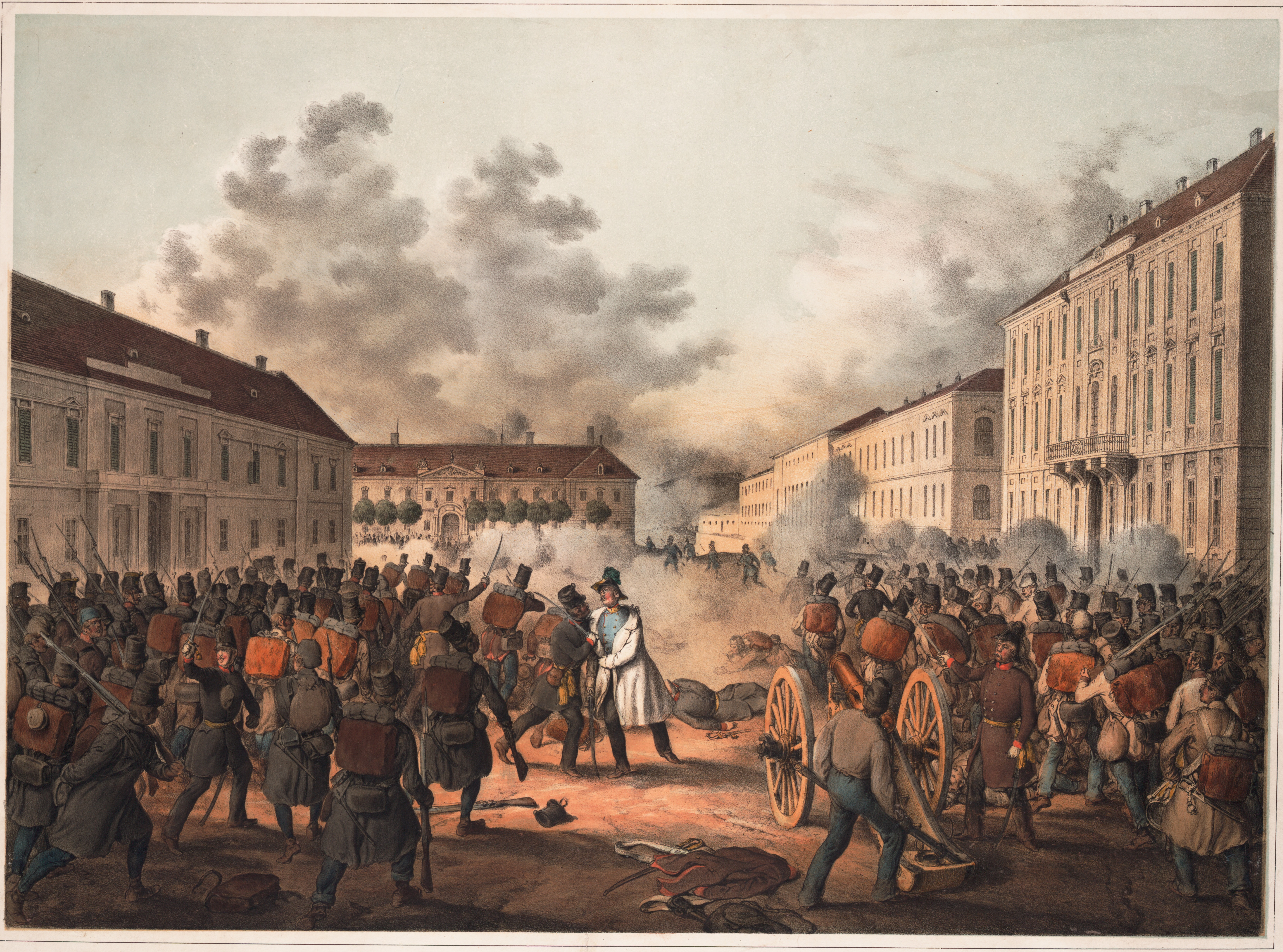
Asediul Budei: Rănirea gen. Hentzi

Atacatorii au început apoi să avanseze de-a lungul străzilor Úri și Országház către Poarta Fehérvár și Piața Szent György pentru a-i ajuta pe ostașii corpului I, făcându-i pe apărători să fie prinși sub focul tras din două părți de militarii maghiari din corpurile I și III. La ora 4 a.m. soldații italieni din regimentul Ceccopieri, care au luptat pe zidurile de vest ale marginii sudice a Dealului Cetății, în zona arenei de echitație (Lovarda) și a grajdurilor, s-au predat și astfel aproximativ 500 de militari maghiari au putut intra în Piața Sf. Gheorghe (Szent György tér). La ora 5 dimineața generalul József Nagysándor a fost încântat să-i raporteze lui Görgey că nouă batalioane se aflau deja în castel.

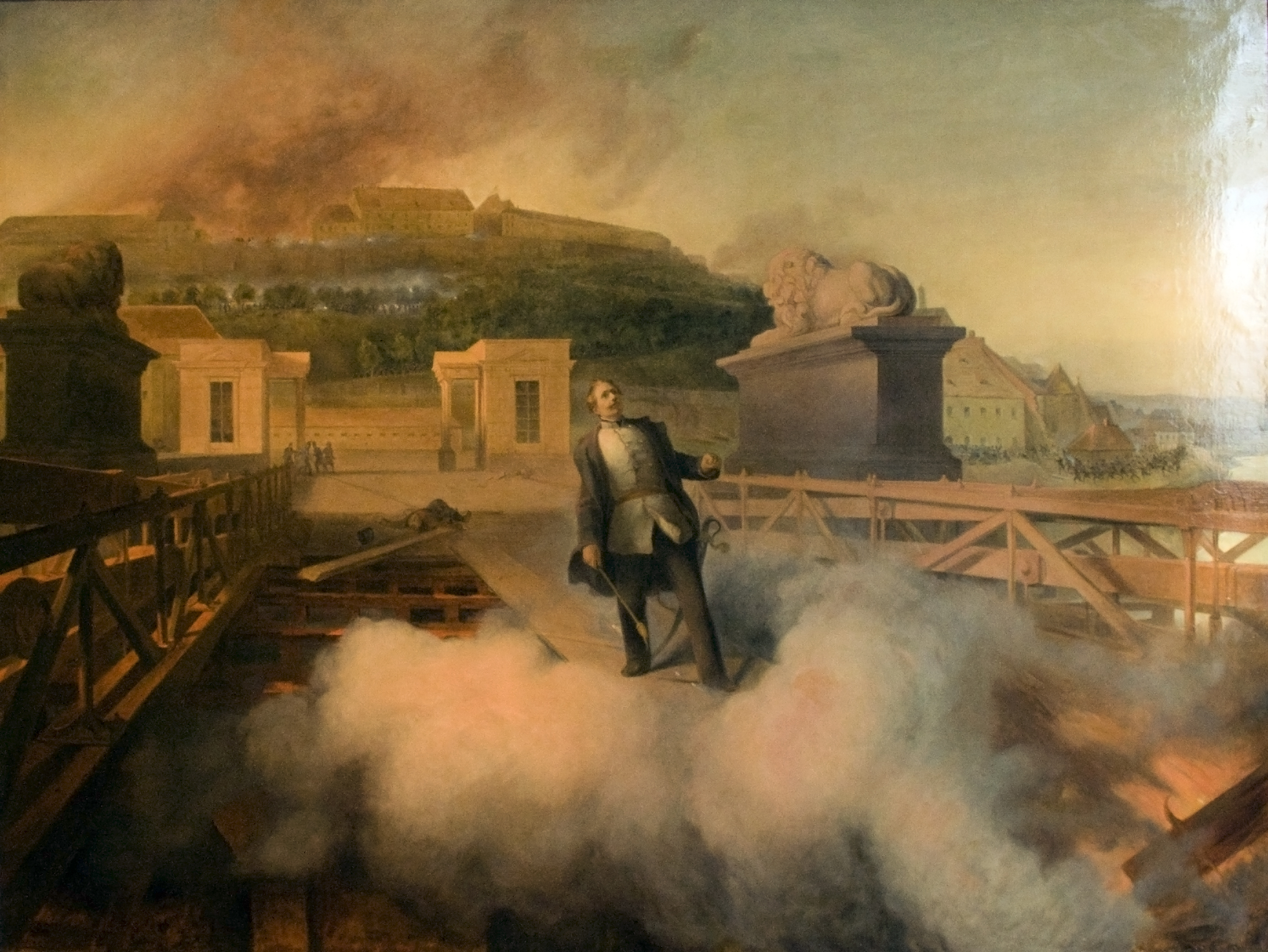
Încercarea de aruncare în aer a Podului cu Lanțuri de către col. Alois Alnoch pe 21 mai 1849

Acesta a fost momentul critic când Hentzi, auzind ceea ce se întâmplă în Piața Szent György, s-a îndreptat acolo cu două companii de grăniceri și cu alte două companii de infanterie din regimentul Wilhelm și s-a așezat în fața apărătorilor, încercând să-i oprească pe maghiari. A fost rănit curând în mod fatal de un glonț care i-a pătruns în stomac și i-a ieșit prin spate. Tot atunci au fost răniți mortal căpitanul Gorini, comandantul companiilor din regimentul Wilhelm, și căpitanul Schröder. Rănirea comandantului militar al castelului a însemnat căderea fortăreței în stăpânirea armatei maghiare. Restul apărătorilor din Piața Szent György, aflați sub comanda locotenentului Kristin, s-au predat. Totuși Hentzi nu a murit după ce a fost rănit; el a fost transportat la spitalul din Piața Iskola (Piața Școlii) și a fost așezat pe un pat sub îngrijirea ofițerului medical șef Moritz Bartl.

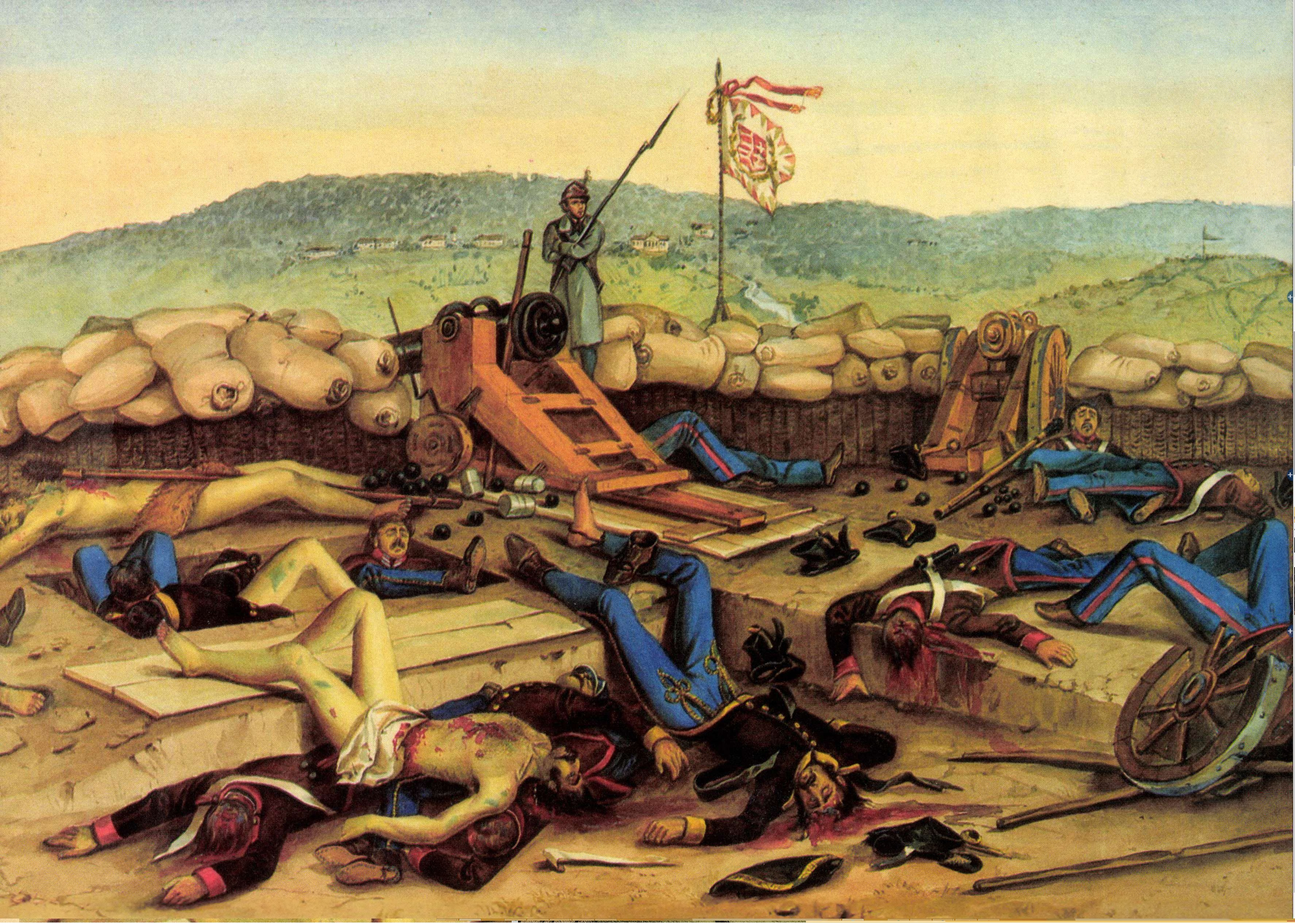
Mór Than - O santinelă maghiară pe bastion după eliberarea castelului Buda

Hentzi ordonase anterior evacuarea liniei de apărare a rezervorului de apă și trupele de acolo au fost redistribuite în castel. Trupele lui Kmety asigurau acum apărarea rezervoarelor de apă. Când colonelul imperial Alois Alnoch von Edelstadt, care avea misiunea de apărare a rezervoarelor de apă, văzând că situația este lipsită de speranță, observând brigada Szekulics care se afla pe malul din Pesta și crezând că militarii ei se pregăteau să traverseze pe Podul cu Lanțuri spre Buda, a încercat să distrugă podul, aruncându-și trabucul aprins pe fitilul care ducea la patru lăzi pline cu iască amplasate acolo înainte de asediu, dar a reușit doar să sară singur în aer, în timp ce podul a suferit doar avarii minore. În realitate, brigada Szekulics nu avea nici ordinul și nici intenția să traverseze podul. Alnoch a încercat să arunce în aer Podul cu Lanțuri, în ciuda cererii exprese a lui Görgei de a cruța „această maiestuoasă capodoperă”.
Ultimele trupe imperiale care s-au predat au fost cele aflate în palat, iar astfel, la ora 7, întregul castel Buda a fost eliberat.

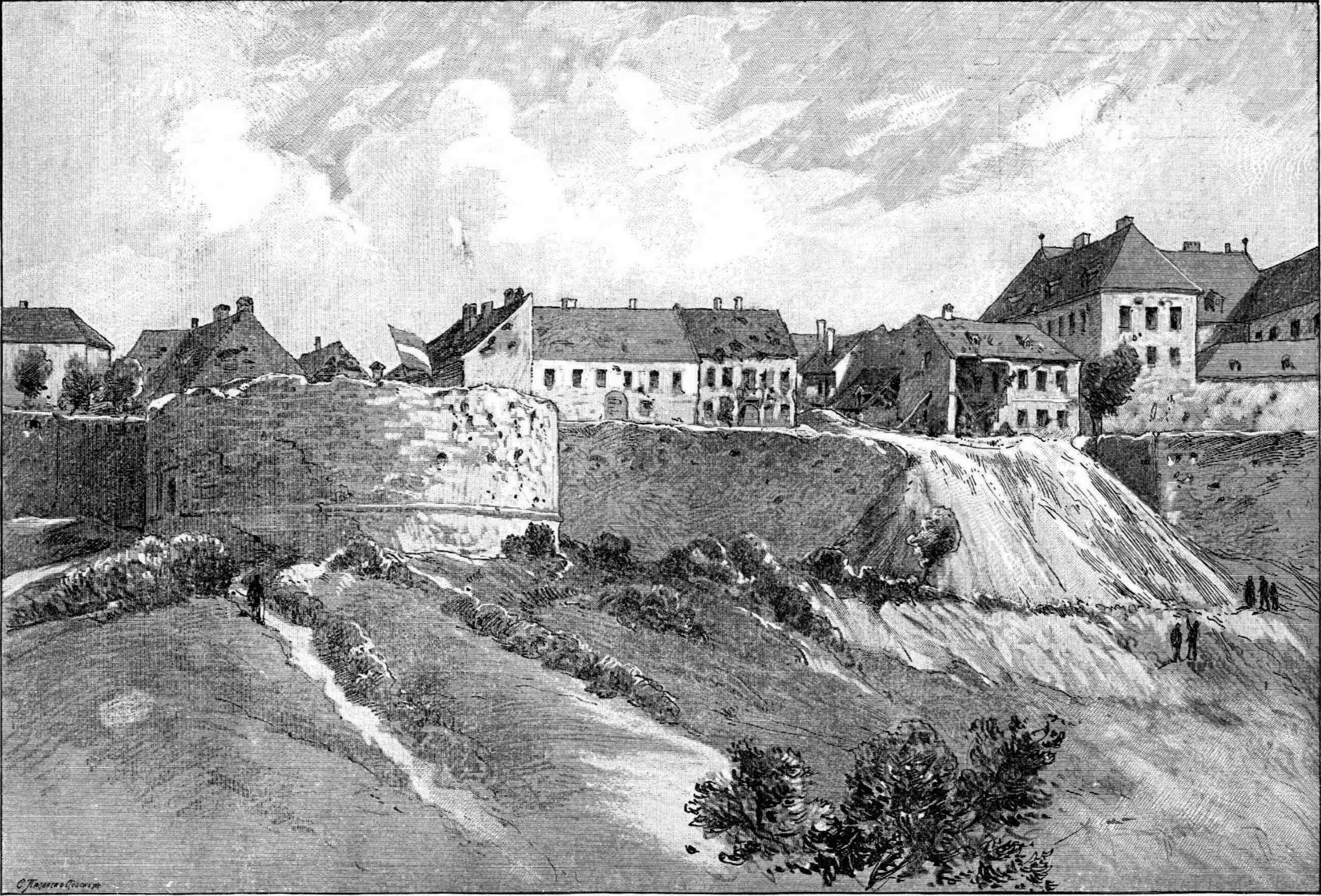
Castelul Buda după asediu

Deși înainte de atac, înfuriat de pagubele produse orașului Pesta de către tunurile apărătorilor, Görgei a ordonat ostașilor săi să nu ia prizonieri, militarii maghiari au cruțat în mare parte vieților ostașilor inamici care s-au predat. Chiar Hentzi, pe patul de moarte, ar fi lăudat, se pare, mărinimia soldaților maghiari față de apărătorii castelului: „Într-adevăr, ungurii sunt o națiune cavalerească.”
Generalul Görgei a folosit 19 batalioane de infanterie, 4 companii de vânători (jäger) și unități de geniști în asaltul final. Confruntat cu încercările probabile de incursiune ale cavaleriei imperiale din castel, el și-a pus trupele într-o alertă permanentă.
Oastea imperială a pierdut 30 de ofițeri și 680 de soldați, din care 4 ofițeri și 174 de soldați au murit din cauza epidemiei care a izbucnit în castel în timpul asediului. 113 ofițeri și 4.091 de soldați s-au predat maghiarilor și au devenit prizonieri de război. Au fost capturate 248 de tunuri de diverse tipuri, 8.221 de proiectile, 931 de chintale de praf de pușcă, 5.383 de chintale de salpetru, 894 de chintale de pucioasă, 276 de cai și 55.766 florini în numerar.
Ungurii, potrivit istoricului László Pusztaszeri, au pierdut 1 căpitan, 4 locotenenți, 15 sergenți, 20 caporali și 630 de soldați, în timp ce potrivit lui Róbert Hermann au avut 368 de morți și 700 de răniți (raportul lui József Bayer) sau 427 de morți și 692 de răniți (raportul lui Lajos Asbóth).
În urma bombardamentului din cetate asupra Pestei și a asediatorilor din Buda au ars 40 de clădiri din Pesta și 98 de clădiri din Buda și au suferit avarii semnificative 61 de clădiri din Pesta și 537 de clădiri din Buda. Cele mai afectate au fost clădirile în stil neoclasic de pe malul jos al Dunării, care au fost complet distruse, și Palatul Regal din Buda.

## Urmări
După ce castelul a fost capturat, rănitul Hentzi a fost luat de pe câmpul de luptă de un ofițer maghiar, locotenentul János Rónay, care l-a dus la spital, unde comandantul austriac a fost declarat prizonier. Ofițerul medical șef Moritz Bartl i-a spus ofițerului maghiar că rana lui Hentzi este mortală și că generalul imperial nu mai poate fi salvat. Rónay s-a comportat amabil cu el, dar când Hentzi a vrut să-i strângă mâna, el a refuzat, spunând că îl respectă ca un general competent, dar că nu-i va strânge mâna pentru că a bombardat Pesta.

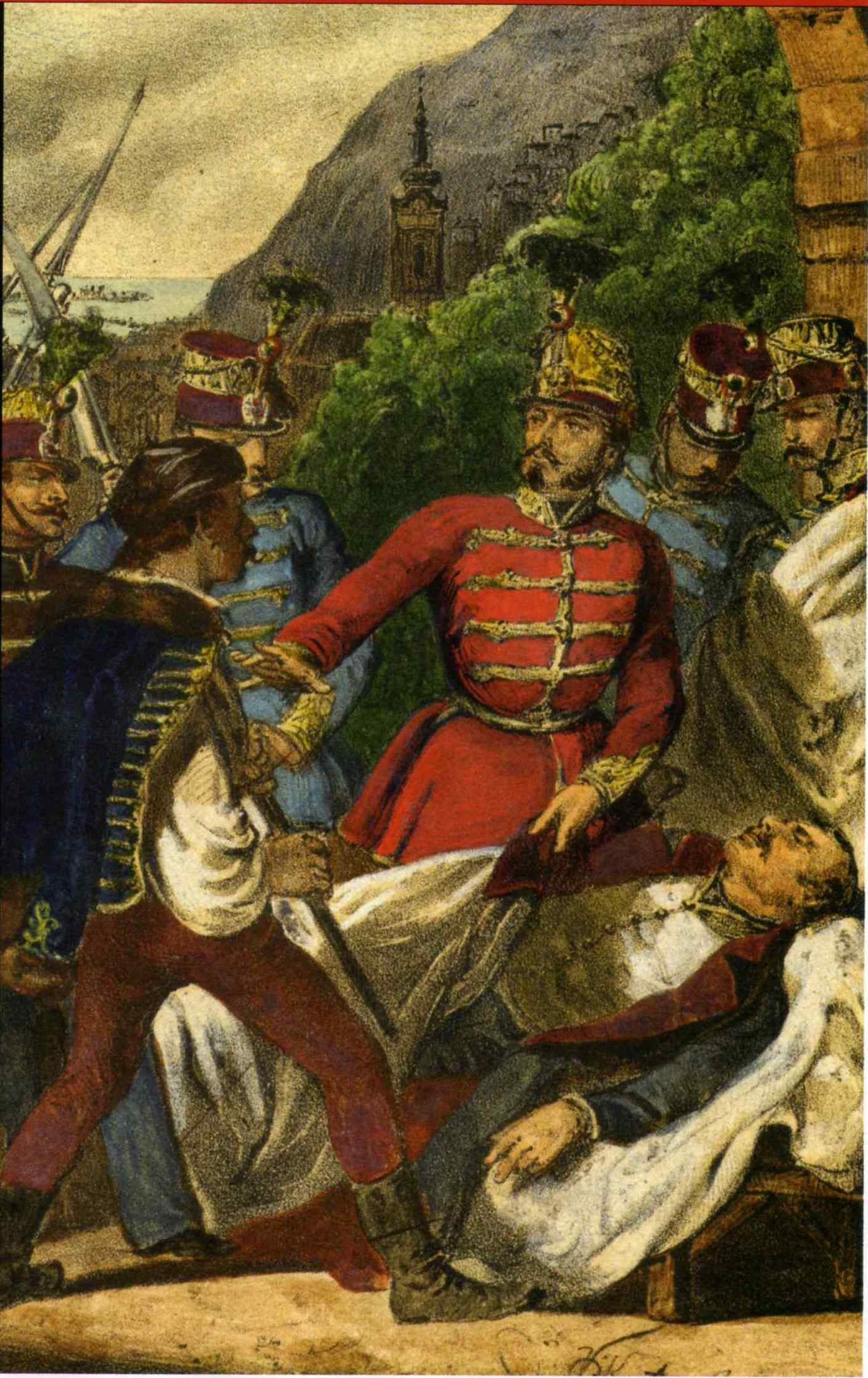
Görgei, în realitate locotenentul János Rónay, apărându-l pe Hentzi de mulțimea înfuriată

Hentzi i-a răspuns că tunurile lui ar fi putut distruge întreaga Pestă, dar că el a bombardat doar clădirile pe care, conform ordinelor primite, trebuia să le bombardeze. Așa cum s-a arătat mai înainte, ordinele Feldzeugmeister-ului Ludwig von Welden către Hentzi nu conțineau nicio dispoziție cu privire la distrugerea Pestei, permițându-i să bombardeze orașul de pe malul estic al Dunării doar în situații excepționale, când populația Pestei s-ar comporta într-un mod inacceptabil față de trupele imperiale, ceea ce nu s-a întâmplat.

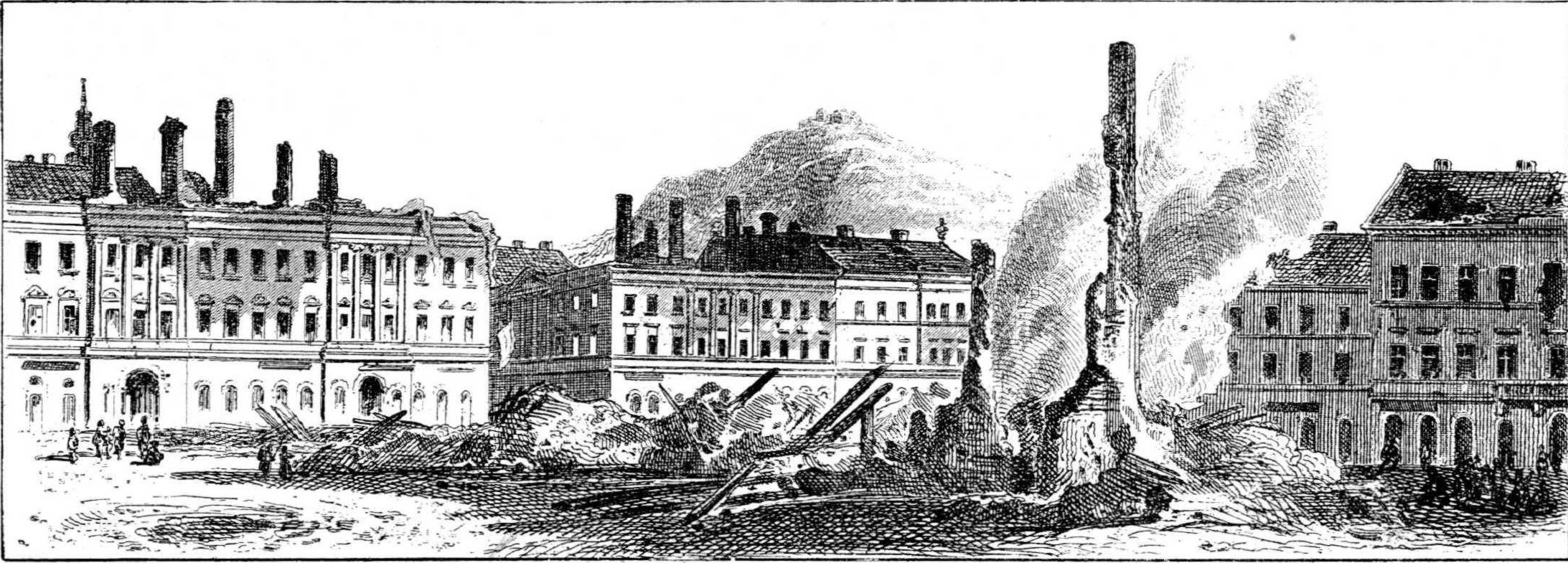
Pagubele provocate în urma bombardării Pestei de către imperiali: Teatrul German

Locotenentul Rónay l-a transportat apoi pe Hentzi la cartierul militar maghiar, dar, în timp ce se îndrepta acolo, în Piața Dísz, populația l-a recunoscut pe Hentzi și a vrut să-l lovească din cauza bombardării Pestei și numai opoziția energică a locotenentului Rónay l-a salvat de linșaj pe generalul rănit. În jurul acestui eveniment s-a născut legenda că Artúr Görgei a apărat cadavrul lui Hentzi de mulțimea înfuriată, legendă care a stat la baza mai multor reprezentări artistice. Rónay a ajuns la destinație și mai mulți ofițeri maghiari (gen. József Nagysándor, col. Lajos Asbóth și în cele din urmă chiar și Görgei) l-au vizitat pe Hentzi și s-au comportat amabil cu el, dar când l-au întrebat ce-și dorește el a răspuns că vrea să moară. Întrebat de ce își dorește acest lucru, el a replicat că știe că, dacă se va însănătoși, va fi spânzurat după cum amenințase generalul maghiar Görgei că o va face în cazul bombardării Pestei sau a aruncării în aer a Podului cu Lanțuri. Görgei nu a uitat promisiunea pe care o făcuse pe 4 mai, declarându-i în acea zi locotenent-colonelului Bódog Bátori Sulcz că, dacă Hentzi se va însănătoși, îl va spânzura în ziua următoare și spunând că generalul austriac nu merită să fie numit erou. Spre seară starea de sănătate a lui Hentzi a devenit critică, iar Rónay a trimis un militar să aducă un preot, dar se pare că nu a fost găsit niciunul poate pentru că nici un preot maghiar nu a vrut să-i dea ultima împărtășanie. Hentzi a murit în ziua de 22 mai, la ora 1 dimineața. Trupurile lui Hentzi și Alnoch au fost așezate în două sicrie nevopsite și transportate la cimitir, sub escorta unui grup de husari, cu scopul de a le proteja de furia mulțimii. În 1852 împăratul Franz Joseph I al Austriei a compandat ridicarea unui monument dedicat lui Heinrich Hentzi, care, în opinia maghiarilor, nu merita așa ceva din cauza distrugerilor cauzate celor două capitale; monumentul a fost demontat în cele din urmă în octombrie 1918.

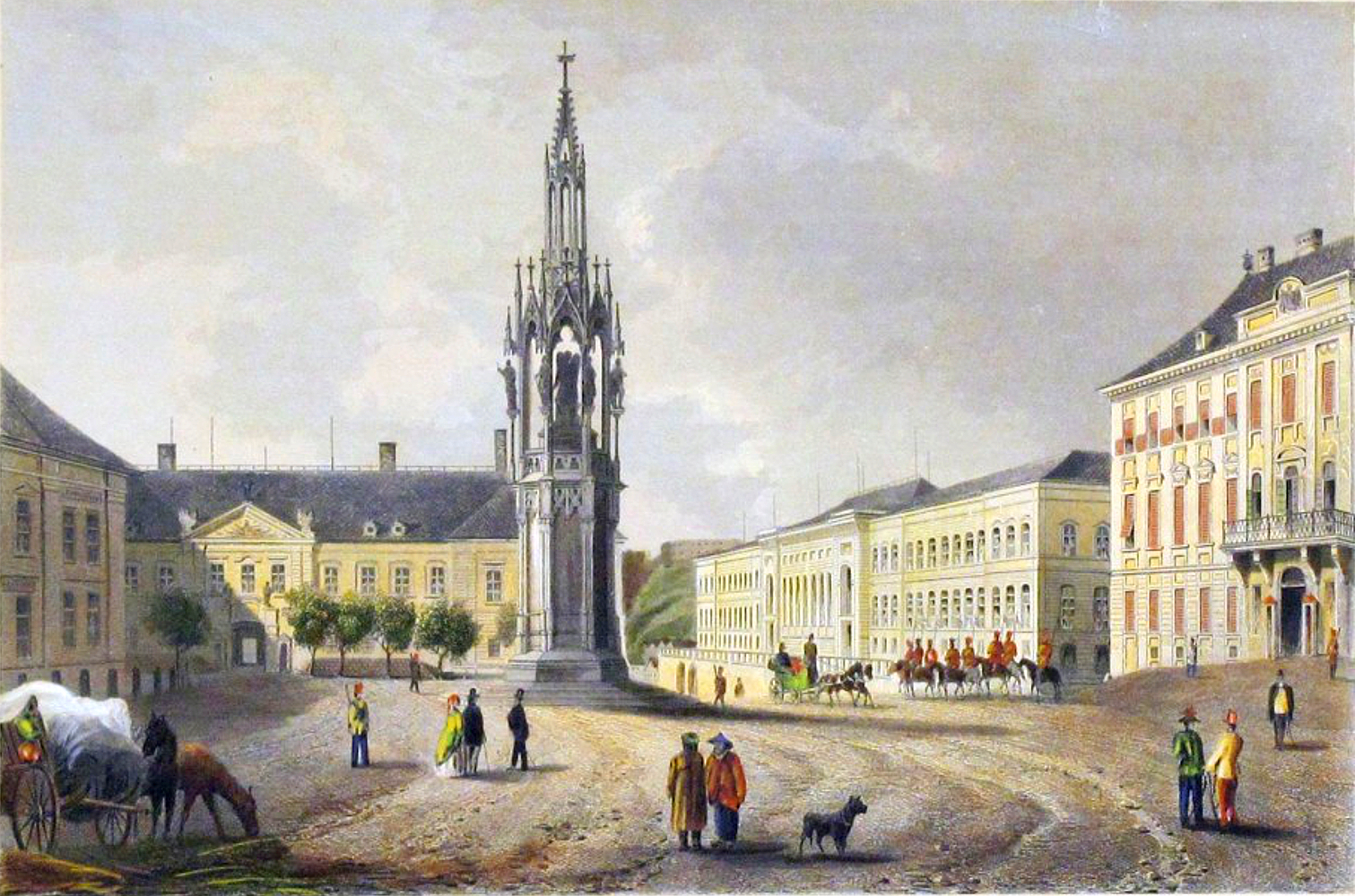
Monumentul lui Hentzi din Buda

Cavalerismul ofițerilor maghiari nu a fost împărtășit de toți ostașii. Görgei a scris în ordinul de zi nr. 755/v că, după capturarea castelului Buda, unii soldați maghiari au jefuit casele celor care locuiau în castel, confiscând obiecte de valoare, dar și bunuri aflate în proprietatea statului și registre din arhivă. Acesta este motivul pentru care el a ordonat ca în 24 de ore toate obiectele furate să fie returnate sau, în caz contrar, cei care nu vor respecta acest ordin vor fi trimiși în fața curții marțiale.

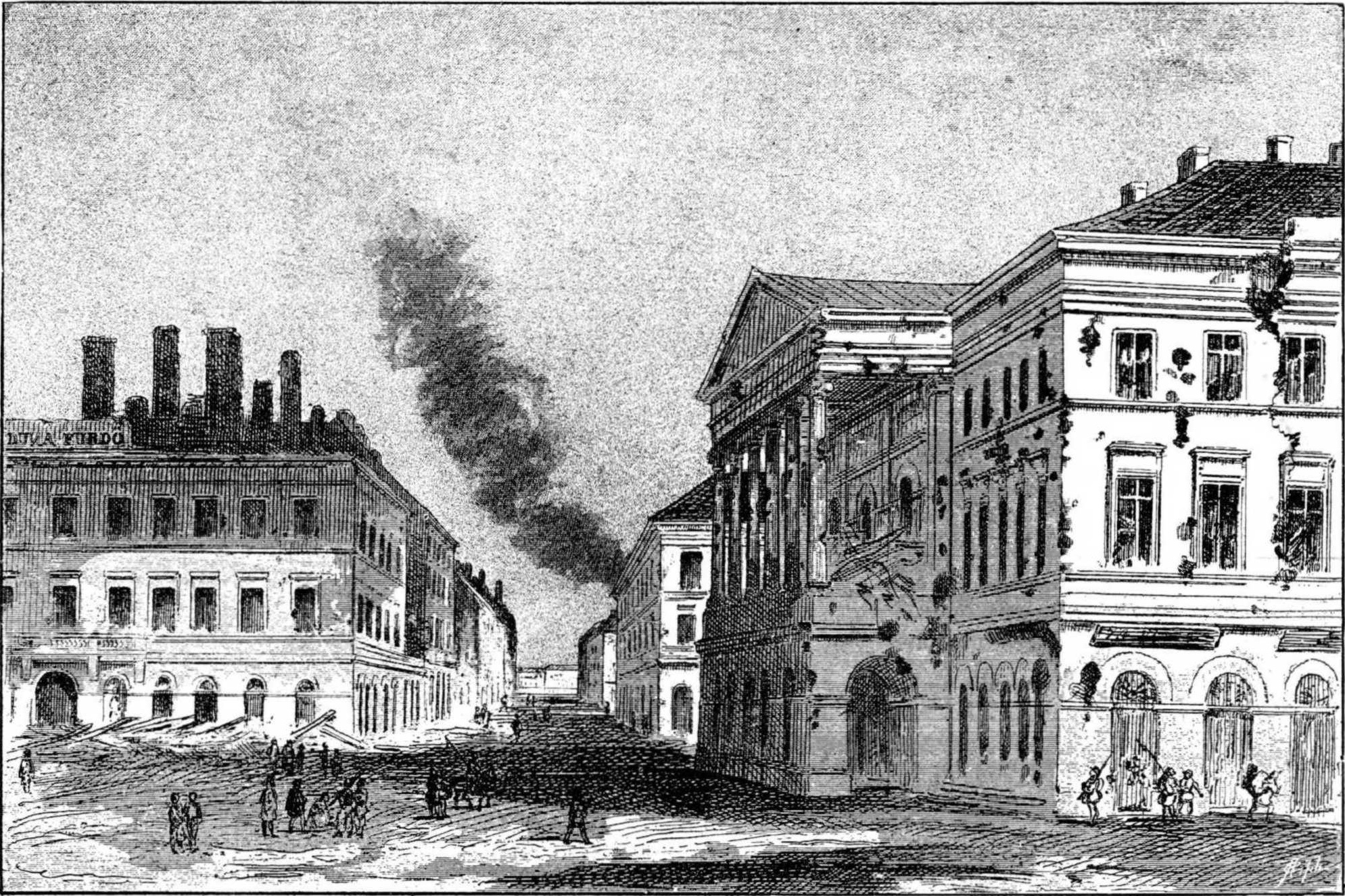
Pagubele provocate prin bombardarea Pestei de către armata imperială: clădirea Lloyd

Deși generalul Mór Perczel l-a acuzat pe Artúr Görgei că a întârziat în mod deliberat capturarea castelului Buda, dorind astfel să ofere timp de refacere trupelor austriece aflate în apropierea orașelor Viena și Pozsony, și a încercat să convingă guvernul maghiar de la Debrețin să-l trimită pe Görgei în fața curții marțiale, eliberarea castelului a produs o mare bucurie cetățenilor maghiari, determinându-l pe primul ministru Bertalan Szemere să-l decoreze pe Görgei cu Ordinul de Merit pentru militari cl. I și să-i acorde gradul de general-locotenent. Dar când a fost vizitat de delegația guvernamentală pentru a-l decora și a-l înainta în grad, Görgei a refuzat, spunând că el nu merită aceste onoruri, că nu agreează lăcomia de ranguri și decorații a multor soldați și ofițeri ai săi, care este incompatibilă cu programul politic republican al primului ministru Szemere, și că, prin refuzul acestor onoruri, vrea să ofere un exemplu subordonaților săi. Conducătorii delegației guvernamentale, senatorul Zsigmond Bernáth și deputatul Gábor Kazinczy, au salutat decizia lui Görgei. Görgei, în întâlnirea sa cu cei doi politicieni, le-a spus că, după capturarea Budei, plănuia să dea o lovitură de stat și să forțeze cu armata retragerea Declarației de independență a Ungariei, gândindu-se că acest act politic al parlamentului maghiar face imposibil orice fel de compromis cu guvernul imperial de la Viena și cu împăratul, deoarece aflase că intervenția militară rusă era iminentă și considera că singura speranță a Ungariei de a salva măcar o parte a autonomiei maghiare și a realizărilor Revoluției Maghiare de la 15 martie 1848 era un acord cu împăratul. Dar când a auzit de la Bernáth și Kazinczy că ei îi împărtășesc opiniile și că există în parlamentul maghiar un partid numit Partidul Păcii (Békepárt), care dorește încheierea unui acord cu împăratul Franz Joseph I, el a renunțat la planul loviturii de stat și a declarat că speră că se va găsi o soluție politică „constituțională” la această problemă.

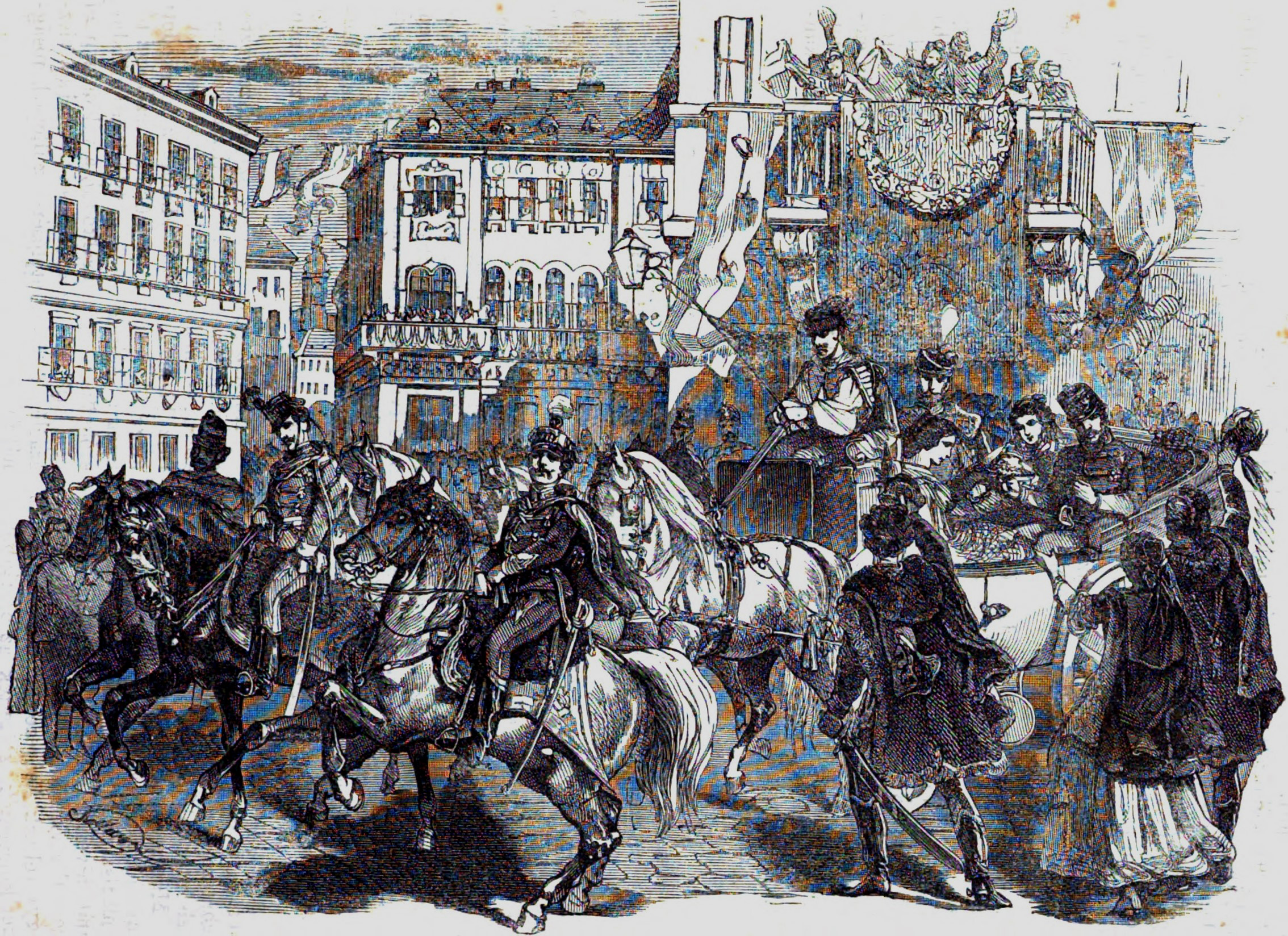
Kossuth și familia lui salutați de populație în orașele eliberate Buda și Pesta

După ce au primit vestea despre capturarea castelului Buda, pe 22 mai, guvernatorul Lajos Kossuth și primul ministru Bertalan Szemere au publicat raportul lui Görgei cu privire la această victorie, cu un post-scriptum în care au scris: „Ți-ai încununat campania pe care ai condus-o până acum cu capturarea vechiului castel al Budei. Ai redat Patriei capitala, iar Adunării Naționale și guvernului sediul lor. În plus, prin această victorie, ai forțat sau mai degrabă ai făcut posibil ca independența noastră națională să fie recunoscută de Europa.” Pe 23 mai 1849 Kázmér Batthyány, ministrul afacerilor externe al Ungariei i-a scris lui Ferenc Pulszky, delegatul guvernului revoluționar maghiar la Londra, că este sigur că după eliberarea Budei națiunile europene, care au ezitat până atunci să accepte declarația de independență a Ungariei ca un „fait accompli”, vor încheia relații diplomatice cu Ungaria. Astfel, politicienii maghiari credeau că eliberarea Budei va împiedica Rusia să intervină în conflictul dintre Ungaria și Imperiul Habsburgic, pentru că țările europene vor considera Ungaria un stat independent. Dar evenimentele ulterioare au arătat că aceste speranțe au fost nefondate și că națiunile europene s-au făcut că nu observă în iunie 1849 trecerea celor 200.000 de militari ruși peste granița Ungariei cu scopul de a zdrobi lupta maghiară pentru independență.

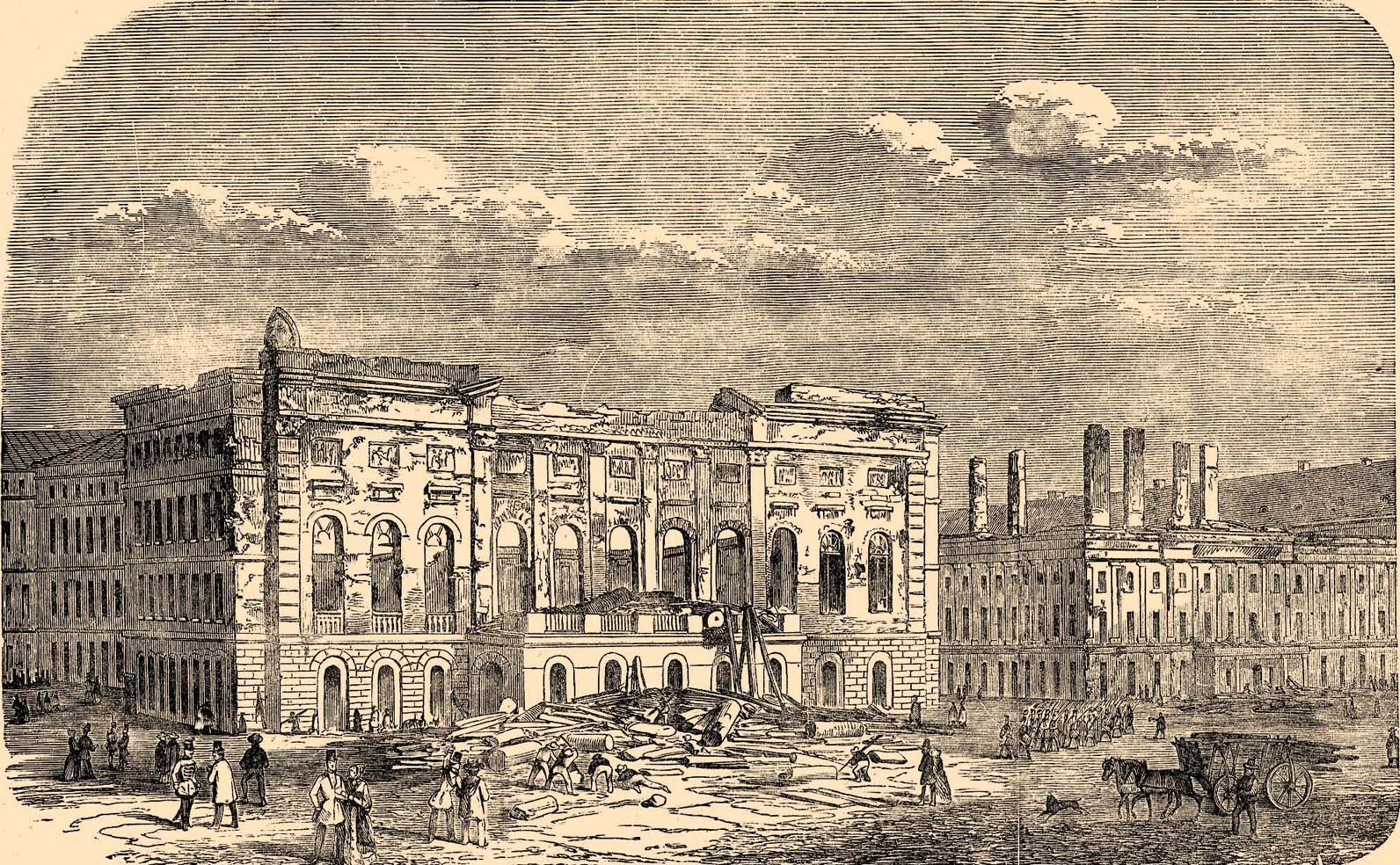
Pagubele provocate în urma bombardării Pestei de către imperiali: Vigadó

Pe de altă parte, după înfrângerile din aprilie și mai 1849, în cursul victorioasei campanii de primăvară a Armatei Revoluționare Maghiare, politicienii și comandanții militari imperiali aveau o teamă constantă față de un posibil atac maghiar împotriva Vienei, gândindu-se că nu ar putea respinge un astfel de atac dacă intervenția rusă nu va avea loc la momentul prevăzut. În ceea ce privește planurile lui Görgei serviciile secrete imperiale nu dețineau informații precise, dar corespondența dintre liderii politici și comandanții militari arată că ei credeau că, dacă armata maghiară ar fi trecut granița cu Austria, ei nu ar avea nicio șansă să respingă acel atac fără ajutorul armatelor rusești. Rapoartele imperiale evidențiază o preocupare constantă, care a durat mai multe săptămâni, referitoare la un atac maghiar împotriva Austriei, care ar fi putut fi sprijinit de forțele revoluționare de la Viena și din unele provincii austriece.

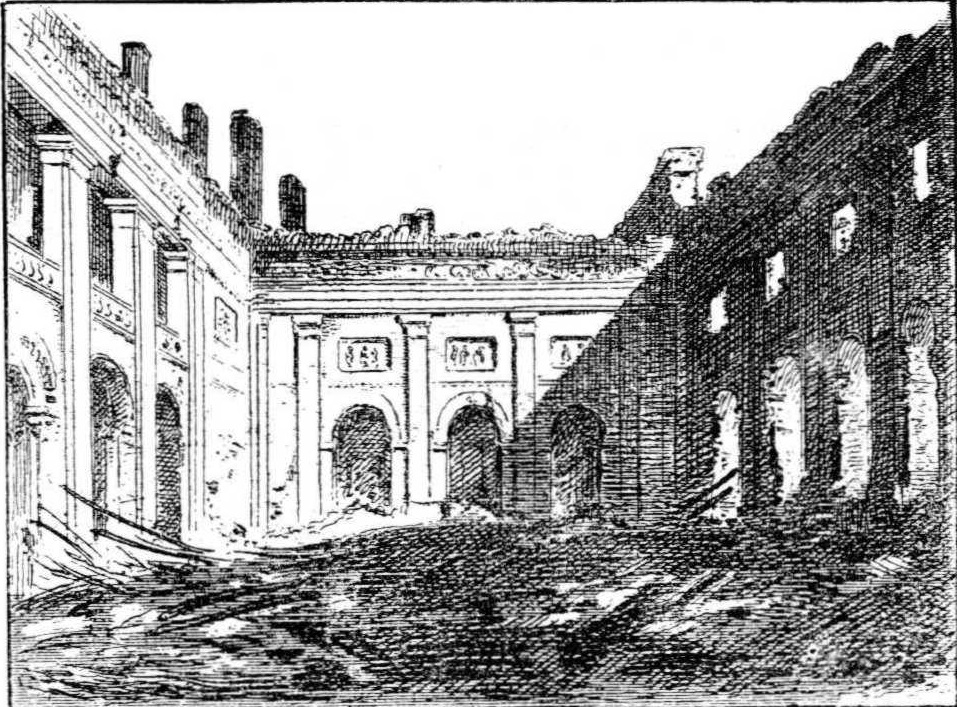
Pagubele provocate în urma bombardării Pestei de către imperiali: Camera Reprezentanților

De exemplu, o scrisoare a primului ministru Schwarzenberg arată că populația din Viena era cuprinsă din nou de efervescența revoluționară, iar când feldmareșalul Alfred I, Prinț de Windisch-Grätz, fostul comandant suprem al trupelor imperiale din Ungaria, s-a întors la Praga, după demiterea sa din cauza înfrângerilor suferite pe frontul maghiar, populația s-a adunat și a scandat în fața lui: „Trăiască Kossuth!” Această teamă constantă a politicienilor și comandanților militari imperiali arată, de asemenea, talentul generalului Ernő Poeltenberg, comandantul Corpului VII maghiar, format din aproximativ 12.000 de militari, care prin manevrele sale demonstrative nu numai că a ținut la distanță oștile imperiale cu mult superioare numeric (mai mult de 50.000 de militari), dar că, în plus, le-a făcut creadă că trupele sale sunt capabile să declanșeze cu succes o ofensivă împotriva provinciilor ereditare austriece. Feldzeugmeister-ul Ludwig von Welden, comandantul suprem al armatelor imperiale din Ungaria, i-a scris prințului Felix de Schwarzenberg, ministrul președinte al Imperiului Austriac, cerându-i să urgenteze intervenția rusă și scriind că revoluțiile din Italia și Germania s-ar putea declanșa din nou dacă succesele militare maghiare vor continua și Revoluția Maghiară nu va fi înăbușită cât mai curând. Schwarzenberg a consemnat pe 1 mai că primele unități militare ruse, formate din 85.000 de ostași, au intrat deja în provincia austriacă Galiția și au luat poziție în apropiere de granița cu Ungaria, așteptând noi ordine. Dar așa cum s-a arătat anterior, înainte și în timpul Asediului Budei, armata maghiară avea o inferioritate numerică semnificativă față de forțele imperiale adunate în jurul orașelor Pozsony și Viena, așa că temerile comandamentului militar habsburgic erau nefondate.
Asaltul castelului Buda a reprezentat apogeul gloriei armatei maghiare. Nu a fost o simplă victorie, ci una dintre cele mai mari victorii maghiare din Războiul de Independență din 1848-1849, cauzând scoaterea din luptă a 5.000 de militari de elită ai Imperiului Habsburgic și capturarea unui material de luptă uriaș format din armament de artilerie, arme, muniții, cai etc., care a fost utilizat în următoarele luni în lupta împotriva forțelor unite a două imperii: habsburgic și rus. Ținând cont de numărul de prizonieri și de materialul capturat, această victorie a fost depășită doar de victoria de la Ozora din 7 octombrie 1848, în urma căreia 7.553 de militari inamici au fost obligați să capituleze în fața aceluiași general, Artúr Görgei, dar aceste trupe proveneau dintr-una din unitățile cu cea mai scăzută putere de luptă ale armatei habsburgice, în timp ce trupele comandate de Hentzi erau unele dintre cele mai bine pregătite trupe imperiale. Capturarea Budei a adus armatei maghiare, de asemenea, o cantitate semnificativă de arme și de materiale, oferind o bază solidă pentru următoarele operațiuni militare. Aceste materiale ar fi devenit curând necesare, deoarece Welden pregătea un alt atac, atunci când a auzit de căderea Budei. Capturarea castelului Buda de către armata maghiară l-a determinat pe Welden să abandoneze planul de atac. Era clar acum că Austria nu putea să înăbușe singură lupta maghiară pentru independență. În ziua capturării Budei Franz Joseph I a semnat un acord cu țarul Nicolae I al Rusiei pentru trimiterea a 200.000 de militari ruși care, împreună cu militarii armatei austriece, urmau să să zdrobească Revoluția Maghiară. Se spune că împăratul austriac ar fi sărutat mâna țarului în semn de recunoștință pentru acest ajutor prietenesc.
Capturarea Budei marchează încheierea victorioasei Campanii de Primăvară a armatei maghiare, care a condus la eliberarea aproape în întregime a teritoriului Ungariei de trupele habsburgice și de aliații lor ruși, sârbi, croați și români. După aceasta, în Campania de Vară, intervenția în iunie 1849 a unui sfert din armata Imperiului Rus, împreună cu armata habsburgică reorganizată și superioară numeric, a determinat înfrângerea armatei maghiare inferioare atât numeric, cât și ca înzestrare militară. În aceste condiții grele armata maghiară nu a putut opune decât o rezistență dârză, dar fără speranță, înainte de a fi învinsă și obligată să capituleze la Șiria pe 13 august 1849 și la Komárom pe 2 octombrie 1849.

## Amintirea asediului
Revoluția Maghiară din 1848-1849 și Războiul de Eliberare al Ungariei constituie subiectul popularului roman Fiii omului cu inima de piatră (în maghiară A kőszívű ember fiai, 1869) al scriitorului romantic maghiar Mór Jókai. În capitolul XIII („Apogeul bătăliei”) din partea a doua, Asediul Budei este prezentat viguros ca unul dintre principalele evenimente ale romanului, în care mai multe dintre personajele principale apar ca luptători în rândurile armatei maghiare sau austriece. Acest roman a fost ecranizat în 1964 într-un film maghiar omonim (A kőszívű ember fiai), care acordă, de asemenea, un rol important secvențelor din timpul asediului Budei.
Începând din 1992 guvernul Ungariei sărbătorește ziua eliberării Castelului Buda, 21 mai, ca Ziua Armatei (în maghiară a honvédség napja).